# 도호쿠 지방 태평양 해역 지진

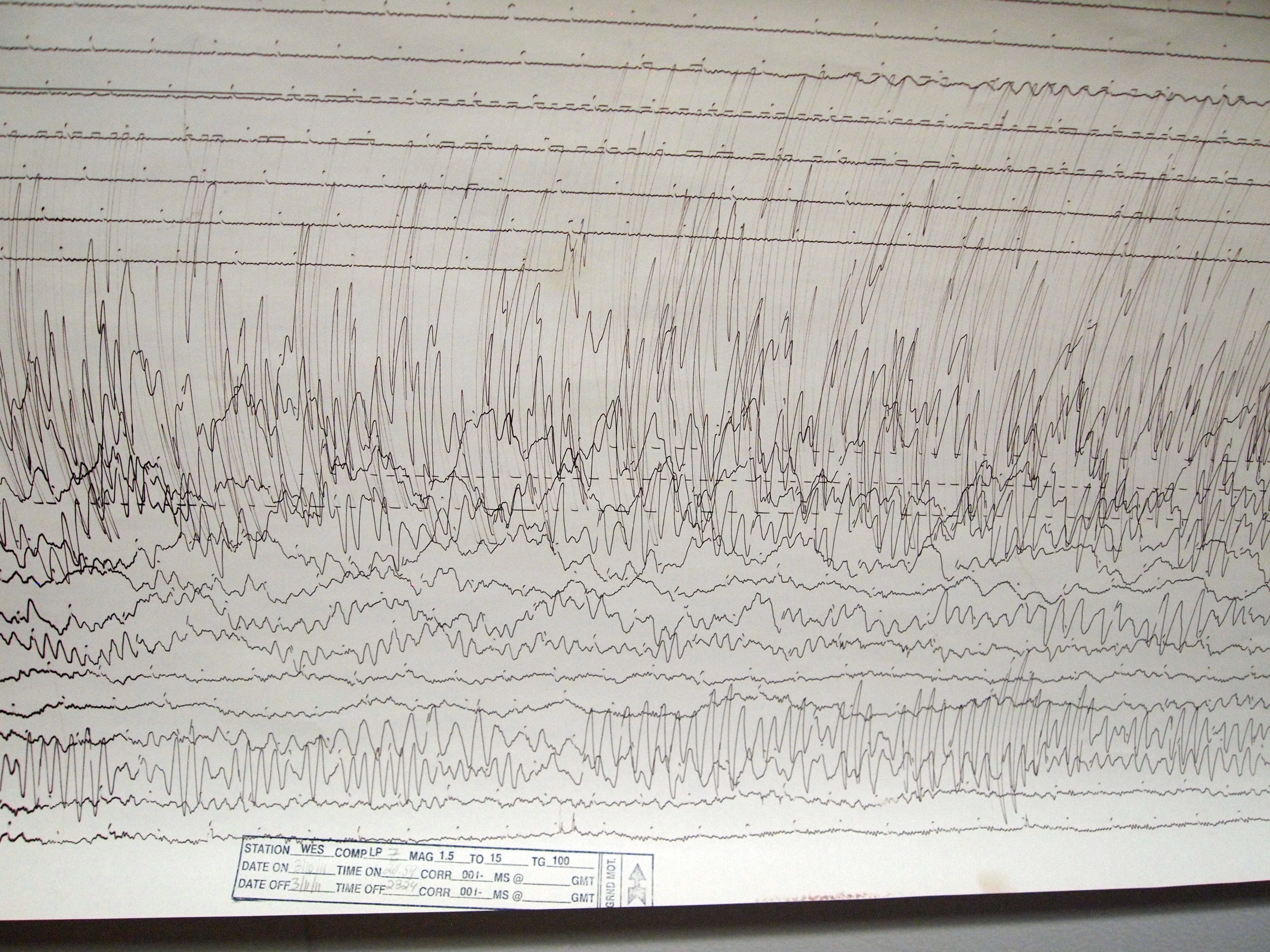
미국 매사추세츠주 웨스턴 지진관측소의 지진계에 기록된 지진 파형

도호쿠 지방 태평양 해역 지진(일본어: 東北地方太平洋沖地震 도호쿠 지호 다이헤이요오키 지신[*]) 또는 흔히 동일본대지진(일본어: 東日本大地震 히가시니혼 다이지신[*])은 2011년(헤이세이 23년) 3월 11일 금요일 14시 46분 JST (05:46 UTC)에 일본 산리쿠 연안 태평양 앞바다에서 일어난 동아시아 국가 사상 역대 최대의 해저 거대지진이다. 진앙은 도호쿠 오시카반도 동쪽 70km 지점이며, 진원의 깊이는 24km~29km이다. 지진의 규모는 Mw 9.0-9.1로 일본 근대 지진 관측 사상 최대 규모의 지진이자 1900년 근대적 지진관측이 시작된 이후로 4번째로 가장 강한 지진이다. 1995년 효고현 남부 지진(한신·아와지 대지진), 2004년 니가타현 주에쓰 지진에 이어 관측 사상 3번째로 최대 진도7을 기록한 지진이다. 지진 발생 후 강력한 쓰나미가 발생하여 도호쿠 지방의 이와테현 미야코시에 40.5m의 해일이 덮쳤고, 미야기현 센다이시에서는 내륙으로 10km까지 해일이 밀려들었다. 동일본대지진으로 혼슈가 동쪽으로 2.4m 이동하였고, 지구 자전축이 10~25cm 가량 움직였으며 저궤도 지구중력장 탐사위성(GOCE)에서는 지진으로 발생한 음파 섭동의 초저주파를 인식하기도 하였다.
동일본대지진으로 인한 피해를 따로 동일본대진재(일본어: 東日本大震災 히가시니혼다이신사이[*])라고 부르기도 한다. 지진 및 그 이후 닥친 쓰나미, 여진 등으로 도호쿠 지방과 간토 지방 사이 동일본 일대가 막대한 피해를 보았다. 2018년 12월 10일 기준 일본 경찰청은 동일본대지진으로 일본의 12개 도도부현에서 15,897명이 사망, 2,534명이 실종되었다고 발표했으며 228,863명이 원래 살던 집을 떠나 난민이 되어 일시적으로, 또는 영구히 다른 지역으로 이주하였다. 2014년 2월 10일의 보고서에서는 건물 127,290채가 붕괴, 272,788채가 반파되었으며, 747,989채가 부분 손집계하였은 것으로 집계되었다. 지진과 쓰나미로 일본 동북부 지역의 도로 및 철도가 끊기는 등 많은 기반 시설이 파괴되었고, 여러 지역에서 화재 및 댐 붕괴 등으로 심각한 대규모의 구조적 피해를 입었다. 간 나오토 내각총리대신은 "제2차 세계 대전 종전 후 65년이 지난 지금 일본에 가장 어려운 시기이자 힘든 위기가 닥쳤다"라고 말했다. 참사 당시, 일본 동북부 지방 440만 가구에 공급되던 전기와 가스, 통신도 일제히 중단되었고, 150만 가구가 단수되는 막대한 규모의 피해를 보았다.
지진으로 일어난 쓰나미는 여러 원자력 발전소 사고를 일으켰는데, 그 중 대표적인 사례가 7단계 노심 용해가 발생한 후쿠시마 제1 원자력 발전소 사고로, 사고 인근 구역은 대피구역으로 지정되어 수십만 명이 이주하였다. 많은 전기 발전기가 꺼지면서 전력 손실로 인한 냉각기 고장 후 최소 3개의 후쿠시마 원전 노심이 수소 가스로 가득 차 폭발하였다. 후쿠시마 제1 원자력 발전소 주변 20km, 후쿠시마 제2 원자력 발전소 주변 10km 사람들은 긴급 대피하였다.
동일본대지진으로 일어난 보험금 손실액은 대략 미화 145억 달러에서 346억 달러로 추정된다. 일본은행은 지진 3일 후인 3월 14일 시장 상황을 정상화하기 위해 긴급하게 15조 엔(미화 1,830억 달러)을 방출하였다. 세계은행은 이 자연재해로 발생한 피해액이 대략 미화 2,350억 달러로, 역사적 사료에 기록된 최악의 재산 피해를 입힌 도호쿠 지방을 특별재난지역으로 선포한 바 있다.

## 명칭
지진이 일어난 3월 11일, 일본 기상청은 이번 지진을 공식적으로 "헤이세이 23년 (2011년) 도호쿠 지방 태평양 해역 지진"(일본어: 平成23年（2011年）東北地方太平洋沖地震)으로 명명했다.
영어로 명명된 지진 이름에는 다음들이 있다.
- "The 2011 off the Pacific coast of Tohoku Earthquake"(2011년 도호쿠 태평양 연안 지진) - 일본 기상청이 2011년 3월 11일 부른 이름이다.[46]
- "Tohoku Region Pacific Coast Earthquake"(도호쿠 지역 태평양 연안 지진) - 일본 정부와 총리대신 관저에서 명명한 이름이다.[34]
- "Tohoku - Pacific Ocean Earthquake"(도호쿠-태평양 지진) - 방위성, 외무성, 국토교통성, 경제산업성 등에서 사용한 이름이다.[47]
- "The Tohoku earthquake"(도호쿠 지진) - 2011년 3월 16일 미국 지질조사국(USGS)가 사용한 이름이다.[22][48]
- "The Sendai (earth)quake"(센다이 지진) - 영어권 매체 일부에서 사용하는 명칭이다.[49]
- "The Japan (earth)quake"(일본 지진) - 영어권 매체 일부에서 사용하는 명칭이다.[50][51]

지진 발생 직후 며칠 동안은 여러 대중매체와 조직, 단체 등에선 동일본대진재(일본어: 東日本大震災),  '도호쿠 관동대진재'(일본어: 東北関東大震災) 등 통일되지 않은 명칭을 사용했으나 2011년 4월 11일 일본 국무회의에서 3월 11일의 지진에 의한 재해와 원자력 발전소 사고를 묶어서 '동일본대진재'라고 묶어 부르기로 결정하면서, 각 언론매체에서도 동일본대진재라고 통일하여 지칭하기 시작했다.
이후 약칭으로 지진이 발생한 날짜를 따서 단순히 3.11(일본어: さんてんいちいち / さんいちいち) 또는 3.11 대지진이라는 용어도 사용하기도 한다. 한국어에서는 지진 직후 동일본 대지진, 도호쿠 대지진, 3.11 대지진 등의 명칭을 써오다 2011년 4월 1일 일본 정부의 공식 명칭 발표와 함께 '동일본대지진'으로 명칭을 통일하였다.

## 본진

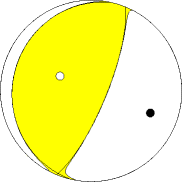
2011년 3월 11일 14시 46분에 일어난 M_{w} 9.0 본진의 지진파 진원기구

일본 기상청과 방재과학기술연구소의 분석에 따른 본진은 다음과 같다. 여기에 써진 지진 발생시각과 진원은 기존의 지구 내부 모델을 통해 나온 이론상 정밀값으로, 실제로 일어난 시각과 진원지와는 조금 다를 수 있다.
- 지진 발생시각 : 2011년 3월 11일 금요일 14시 46분 (JST)[2]
- 진원 : 산리쿠 해역 (오시카반도 동남동쪽 130km 부근)
- 좌표: 북위 38° 06′ 동경 142° 54′ / 북위 38.1°  동경 142.9° [6][59][d]
- 진원 깊이 : 24km[e]
- 지진 규모
  - 모멘트 규모 (Mw) 9.0-9.1
  - 일본 기상청 규모 (Mj) 8.4[61]
- 최대 진도: 진도7 (미야기현 구리하라시 쓰키다테정 계측진도 6.6[62])
- 최대가속도 (PGA) : 2,933gal (미야기현 구리하라시)
- 단층 형태 : 역단층 (서북서-동남동 방향을 축으로 압력을 받음)
- 지진 종류 : 태평양판이 북아메리카판(하위 판인 오호츠크판) 아래로 침강하며 섭입하면서 일본 해구 근처에서 발생한 해구형 지진

이 본진으로 진도 6약 이상을 관측한 지역은 다음과 같다. (진도 5약 이상을 관측한 지역의 목록은 다음 목록을 참조) 3월 30일과 6월 23일 일부 지진 진도 데이터가 수정되었다. 동일본대지진은 지진 발생 약 3분 후인 14시 49분 진도 속보에서 진도7로 밝혀졌다. 긴급지진속보 단계에서 진도7로 예측된 곳은 동일본대지진이 처음이었다. 동일본대지진 당시 지진계에 기록된 최대 계측진도는 6.67로 관측 사상 최대의 진도였다.
| 진도 | 도도부현                                                    |
| ---- | ----------------------------------------------------------- |
| 7    | 미야기                                                      |
| 6강  | 후쿠시마 이바라키 도치기                                    |
| 6약  | 이와테 군마 사이타마 치바                                   |
| 5강  | 아오모리 아키타 야마가타 도쿄 가나가와 야마나시             |
| 5약  | 니가타 나가노 시즈오카                                      |
| 4    | 홋카이도 기후 아이치                                        |
| 3    | 도야마 이시카와 후쿠이 미에 시가 교토 오사카 효고 나라      |
| 2    | 와카야마 돗토리 시마네 오카야마 도쿠시마 고치 사가 구마모토 |
| 1    | 히로시마 카가와 에히메 후쿠오카 나가사키 오이타 가고시마    |

| 진도 | 도도부현   | 시구정촌 |
| ---- | ---------- | --- |
| 7    | 미야기현   | 구리하라시 |
| 6강  | 미야기현   | 와쿠야정 도메시 미사토정 오사키시 나토리시 자오정 가와사키정 야마모토정 센다이시(미야기노구) 이시노마키시 시오가마시 히가시마쓰시마시 오히라촌                                                                                 |
| 6강  | 후쿠시마현 | 시라카와시 스카가와시 구니미정 가가미이시정 덴에이촌 나라하정 도미오카정 오쿠마정 후타바정 나미에정 신치정 |
| 6강  | 이바라키현 | 호코타시 히타치시 다카하기시 오미타마시 나카시 가사마시 지쿠세이시 히타치오미야시 |
| 6강  | 도치기현   | 오타와라시 우쓰노미야시 모카시 이치카이정 다카네자와정 |
| 6약  | 이와테현   | 오후나토시 가마이시시 다키자와촌 야하바정 하나마키시 이치노세키시 후지사와정 오슈시 |
| 6약  | 미야기현   | 게센누마시 미나미산리쿠정 시로이시시 가쿠다시 이와누마시 오가와라정 와타리정 센다이시(아오바구, 와카바야시구, 이즈미구) 마쓰시마정 리후정 다이와정 오사토정 도미야정                                                           |
| 6약  | 후쿠시마현 | 후쿠시마시 고리야마시 니혼마쓰시 고오리정 가와마타정 니시고촌 나카지마촌 야부키정 다나구라정 다마카와촌 아사카와정 오노정 다무라시 다테시 모토미야시 이와키시 소마시 히로노정 가와우치촌 이타테촌 미나미소마시 이나와시로정    |
| 6약  | 이바라키현 | 미토시 기타이바라키시 히타치나카시 이바라키정 도카이촌 히타치오타시 쓰치우라시 이시오카시 도리데시 쓰쿠바시 가시마시 이타코시 미호촌 반도시 이나시키시 가스미가우라시 나메가타시 사쿠라가와시 조소시 쓰쿠바미라이시 시로사토정 |
| 6약  | 도치기현   | 나스정 나스시오바라시 하가정 나스카라스야마시 나카가와정 |
| 6약  | 군마현     | 기류시 |
| 6약  | 사이타마현 | 미야시로정 |
| 6약  | 지바현     | 나리타시 인자이시 |

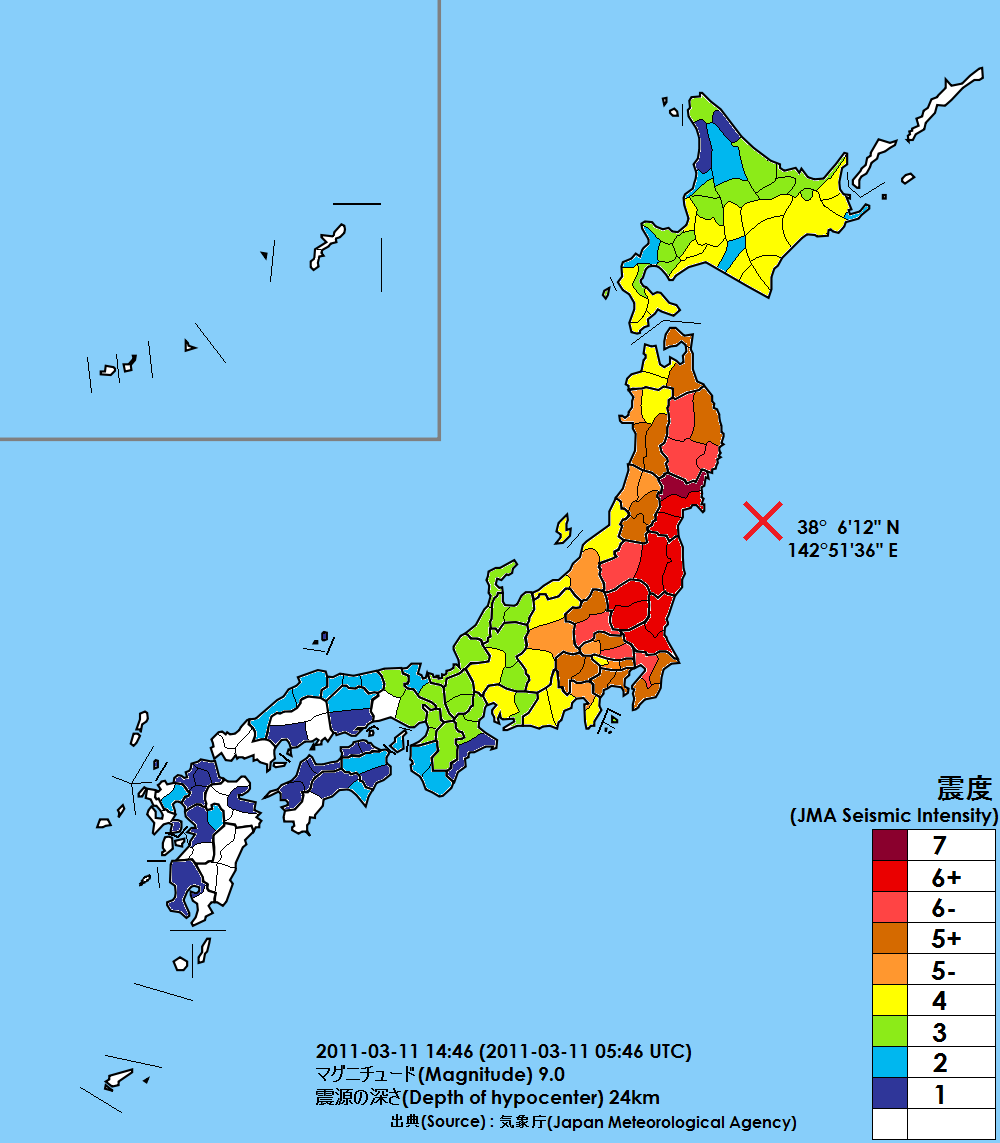
일본 각지의 지역별 본진의 진도 분포도

미야기현 구리하라시에서는 최대 진도7의 진동이 약 2분간 계속되었다. 2004년의 니가타현 주에쓰 지진 이후 7년 만에 사상 세 번째로 진도7을 기록한 지진이었으며, 센다이시에서는 진도 6강을 기록하였다. 이 밖에도 미야기현, 후쿠시마현, 이바라키현, 도치기현 일부에서도 진도 6강을 기록하는 등 진원지가 넓고 광범위한 지역에 강한 진동이 있었다. 또한 일본 기상청의 추정 진도분포도에서 후쿠시마현 이와키시에서 일부 지역에 진도7의 진동이 있었으며, 일본 방재과학기술연구소의 강진관측망에 따르면 도치기현 하가정에서는 진도7의 흔들림(계측진도 6.51)을 기록하였다. 하지만 이와키시의 기록은 지진계를 통해 기록한 진도가 아니였으며 하가정의 기록은 기상청이 진도 측정에 사용하는 진도계가 아니였기 때문에 공식 발표에서는 둘 다 정식으로 반영되지 않았다.
이외에도 도호쿠, 간토 일부 지역에서는 진도 5강, 5약을 기록하였고 홋카이도, 도호쿠, 간토, 도카이, 호쿠리쿠 지역에서는 진도 4를, 홋카이도, 도호쿠, 간토, 도카이, 호쿠리쿠, 긴키 지역에서는 진도 3을 기록했다. 심지어는 진원지와 1,300km 떨어진 가고시마시에서도 진도 1이 기록되었는데, 지진파 S파는 지진이 일어난지 5분이 넘어서야 가고시마에 닿았다. 도쿄 대학 지진 연구소의 분석에서는 본진의 진동이 일본 전역으로 퍼지는 데 약 6분이 걸렸다고 밝혔다. 일본 내에서 흔들림을 느끼지 못한 지역은 주고쿠, 시코쿠 지방 및 규슈 일부와 난세이 제도 지역밖에 없었다. 나가노현 나가노시 마쓰시로정의 일본 기상청 정밀지진관측실(현 기상청 마쓰시로 지진관측소)에서는 2시간 반 간격으로 본진으로 만들어진 표면파가 흐르는 것을 관측했다. 지진파의 속도는 시속 14,000km(마하 11)였으며, 지구 5바퀴 정도를 돈 것으로 추정한다.
지진 당시 계측진도 7을 관측한 미야기현 구리하라시 쓰키다테(築館)의 최대 가속도는 2,933 gal로 1995년 효고현 남부 지진 당시 효고현 고베시 후키아이(葺合)에서 관측된 가속도인 802 gal보다 큰 값이었음에도 불구하고 주변의 가옥붕괴율은 쓰키다테는 0%인데 반해 효고현 남부 지진의 후키아이는 35.0%로 높았다. 이는 도호쿠 지방 태평양 해역 지진에서 가속도가 큰 성분이 주기 0.5초 미만의 짧은 주기 성분이었던 것에 반해, 효고현 남부 지진에서는 가옥에 큰 피해를 주기 쉬운 주기 1-2초의 가속도 응답 스펙트럼이 도호쿠 지방 태평양 해역 지진보다 약 4배나 높았기 때문으로 추정된다.
러시아에서는 쿠릴 열도의 유즈노사할린스크와 쿠릴스크에서 최대 MSK 진도 계급 IV의 진도가 측정되었다.

## 지진의 특징

### 규모 면

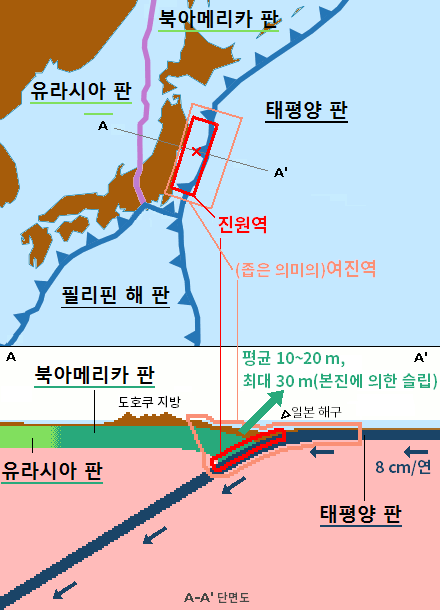
일본 주변의 판 분포도와 본진 진원지, 여진 여역의 분포 및 그 지진의 발생 구조

#### 일본 관측 사상 최대 규모 지진
일본 기상청은 지진 보도 초에 규모 7.9의 지진으로 추정하고 속보를 내보냈지만, 16시 정각에는 규모 8.4로 상향 발표했다. 이후 추정치를 계속 갱신하면서 17시 30분에는 규모 8.8로 상향 발표하면서 1900년 이후 일본에서 있었던 지진 중 가장 컸던 지진인 1933년 쇼와 산리쿠 해역 지진(Mw8.4)의 규모를 넘으면서 일본 근대 지진 관측 사상 최대의 지진을 기록했다. 결국 3월 13일에는 일본 밖에서 관측한 안정된 지진 파형 데이터와 50분간의 장기간 관측 데이터를 가지고 규모를 9.0으로 최종 상향 발표하였다. 보통 일본 내에서 사용하는 일본 기상청 규모(Mj)는 M7.9, M8.4였으나 모멘트 규모(Mw)로는 M8.9, M9.0으로 나왔다. M9.0이라는 규모는 1923년의 간토 대지진(Mw 8.2)의 약 16배이며, 1995년 효고현 남부 지진(Mw6.9)의 1450배의 에너지에 해당한다.
일본 기상청은 지진 발생 3분 후 규모 Mj7.9라고 추정하던 시점에 규모의 '포화'현상이 일어난 것을 알아차리지 못하고 시나리오 상에 있었던 단순 미야기현 해역 지진이 일어난 것으로 추측했다. 지진이 일어난지 약 1시간 14분 후(16시 정각)엔 Mj8.4로 수정 발표했으나, 이마저도 실제 일어난 지진의 규모보단 매우 작은 값이었다. 일반적으로 일본 내에서 15분 내면 나왔던 모멘트 규모 값도 광대역 지진계가 거의 끝까지 그려질 정도로 격렬하게 진동했기 때문에 제대로 측정을 못했고, 일본 국외의 지진파형을 분석하여 지진 발생 54분 후인 15시 40분 Mw8.8로 분석했다. 지진 발생 2시간 44분 후인 17시 30분 후에야 이 모멘트 규모 값이 발표되었다. 한편 일본 기상청 마쓰시로 지진관측소에서는 미국 지질조사국(USGS)의 라이브 인터넷 지진 서버(LISS)의 데이터를 분석하여 지진이 일어난지 10분 후 M9급인 지진이라는 분석 결과를 내놓았으나 이 계산결과가 통보되지는 않았다. 또한 미국 지질조사국에서도 지진이 일어난 후 처음에는 M8.8로 발표했다가, 지진 발생 약 34분 후에는 M8.9로, 약 6시간 후에는 M9.0으로 잠정 발표하였고, 3월 15일에는 확정치로 발표하면서 1900년 이후 세계에서 4번째로 강한 지진이라고 발표했다. 2016년 7월 11일, USGS는 공식 발표를 통해 모멘트 규모Mw9.1로 상향한다고 발표하였다.
발표된 규모값의 변화 추이
- 3월 11일
  - 14시 49분 속보치 7.9, 변위M
  - 16시 00분 잠정치 8.4, 변위M
  - 17시 30분 Mw 8.8
- 13일 12시 55분 확정치 Mw 9.0
- (2016년 7월 11일 USGS 수정치 Mw 9.1)

#### 거대한 방출 에너지
지진으로 방출한 지진파의 표면 에너지는 약 1.9×1017 J로, 23만명이 사망했던 규모 9.1 Mw의 2004년 남아시아 대지진이 방출한 에너지의 약 2배에 달한다. 동일본대지진의 에너지를 환산하면 미국 로스앤젤레스에 1년간 전기를 공급할 수 있는 규모와 같다. 지진의 물리적 규모를 나타내는 지진 모멘트(M0)는 USGS가 3.9×1022 J로 계산했으며, 이는 2004년 남아시아 대지진보다는 약간 작은 크기이다.
일본 국립과학기술연구원에서는 지진의 최대 지반 가속도(PGA)를 2.99 g(29.33 m/s2)로 측정했다. 일본 내에서 가장 큰 지반가속도가 나온 곳은 진원지에서 75km 떨어진 미야기현의 2.7 g였으며, 일본 수도인 도쿄에서는 0.16 g가 나왔다.

#### 해구형 지진, 넓은 진원역

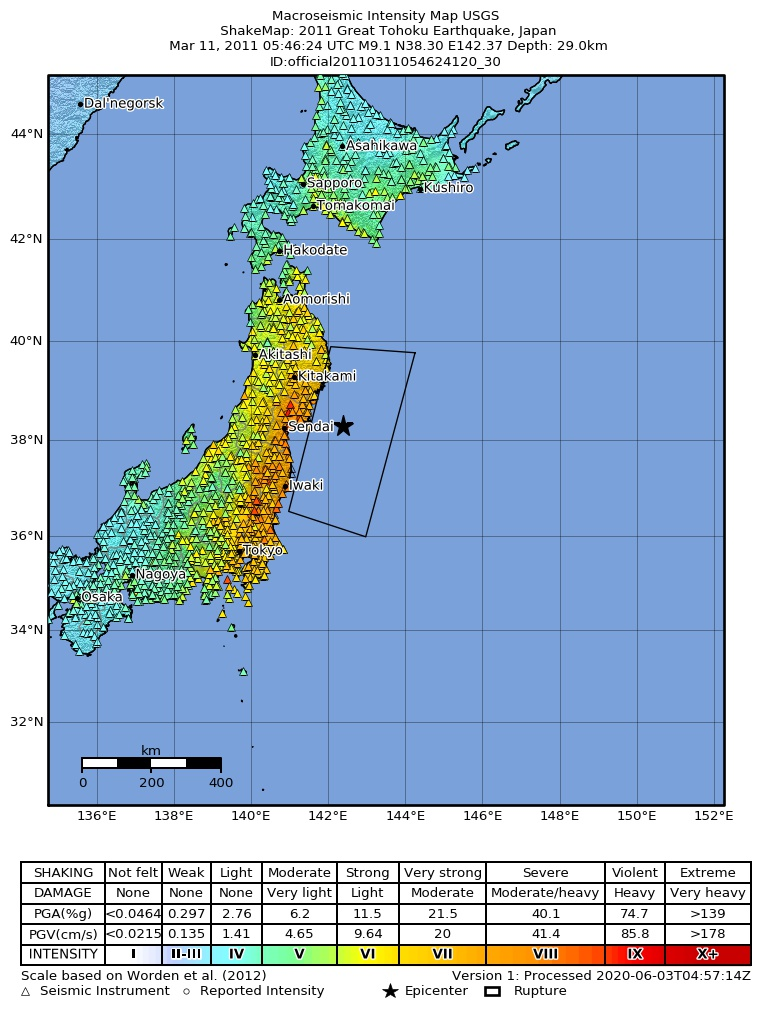
미국 지질조사국(USGS)에서 기록한 동일본대지진의 진동 지도. 바다 쪽 큰 회색 사각형이 진원역이다.

일본 기상청과 도쿄 대학 지진연구소 등에서는 동일본대지진이 단층면의 각도가 10도 정도로 되게 작으며, 서북서-동남동 방향(동서 방향에 거의 가까운 방향)을 축으로 압력을 받은 낮은 각도의 역단층(스러스트 단층)에서 일어났다고 분석했다. 또한 동일본대지진은 수평 방향 변화량이 큰데, 이 점은 도호쿠 지방 태평양 연안 지역에서 일어나는 해구형 지진의 주요한 특징 중 하나이다. 단층 파괴가 시작된 진원지는 산리쿠 앞바다였지만, 단층 파괴가 이뤄진 진원역은 일본 해구 아래 판 경계면을 따라 남북으로 길게 이어졌고, 이와테현 앞바다부터 이바라키현 앞바다까지 이어지는 남북 약 500km, 동서 약 200km, 깊이 약 4-20km의 총 20만 km2에 이르는 엄청난 넓이의 영역이 진원역이었다. 2004년의 남아시아 대지진과 비교하면, 남아시아 대지진은 진원역이 1,000km에 달했으나 이 도호쿠 지진은 500km밖에 안되는 영역에서도 비슷한 M9 규모의 지진이 일어났다. 즉 미야기현 앞바다 진앙 부근에서 지층 변화량이 매우 컸다는 것이다.

### 연동형 지진
일본 기상청은 본진이 하나의 거대지진이 아닌, 3개의 독립된 지진이 서로 연동되어 일어난 연동형 지진이라고 발표했다. 일본 기상청의 기자회견에서 지진예지정보과 과장은 "5분 동안 연속적으로 일어난 복잡한 상호 연동형 지진이며, 극히 드문 관측 사상 최초의 현상이다"라고 말했다. 일본 문부과학성의 지진조사위원회는 13일 임시회를 열고 파괴단층이 남북으로 400km, 동서로 200km로 광범위하며, 적어도 4곳의 진원 영역에서 3개의 지진이 연동하여 일어났다고 결론내렸다. 도쿄 대학 지진연구소에서는 "첫 번째로 미야기현 앞바다, 두 번째로 첫번째 지진보다 더 가까운 해역의 미야기현 앞바다, 세 번째로 이바라키현 북부 연안에서 순차적으로 지진이 일어났다"라고 말했다. 이 중 두 번째 단층 활동이 가장 큰 지각 변동을 일으켰으며, 최대로 미끄러진 정도가 대략 30-60m인 것으로 추정된다. 이 정도는 남아시아 대지진 등 그동안 있었던 초거대지진에서 일어났던 미끄러진 정도를 넘어서는 세계 최대의 에너지였다. 진원지에서 가장 강한 지진파를 방출한 지점(단층파괴가 가장 큰 곳)은 진원 동쪽 부근과 이바라키현 앞바다 2곳이었으며, 연동형 지진이 가진 특징인 길고 복잡한, 단층이 파괴되는 과정이 드러났다. 진원역이 넓어서 광범위한 지역에 흔들림이 있었으며, 판 경계의 깊은 곳에서 파괴가 일어났기 때문에 진원지에 가까운 지역에서는 강한 진동이 느껴졌다. 또한 판 경계가 2차례에 걸쳐 단층 파괴가 일어났기 때문에 쓰나미 또한 2개의 고점을 가지고 와서 2번 쓸어갔다.
2011년 5월 20일 기고된 사이언스 지에서는 지진파 분석을 통해 판 경계에서 해구 쪽 판의 얉은 곳과 육지 쪽 판의 깊은 곳에서 서로 왕복운동하여 움직이는 형태로 단층파괴가 이루어졌다는 연구가 발표되었다. 해구 쪽 얉은 곳에서 일어난 파괴는 전형적인 해구 지진이며, 이 때문에 거대한 쓰나미가 몰려왔을 가능성도 제기된 바있다.
1. 지진 발생 3초 동안, 깊이 약 25km 지점의 해구 쪽에서 3월 9일의 M7.3 전진보다는 작은 완만한 초기 단층파괴가 발생했다.
2. 지진 발생 40초 후, 심해 지점(약 40km 깊이)까지 파괴가 커지고, 단주기 지진파로 육지에 강한 진동이 온다.
3. 지진 발생 60-75초 후, 해구 얉은 곳에서 동역학적 오버슈트 현상이 일어나 장주기 지진파가 만들어지고 거대 쓰나미가 일어났다.
4. 이후 다시 깊은 곳으로 파괴력이 전달되면서 지진 발생 90초 후에는 단주기 지진파가 만들어지고 육지에 다시 강한 진동이 전해졌다. 단층의 대규모 파괴는 지진 발생 100초 후에는 그쳤다.

판에 축적된 압력 이상으로 에너지를 방출하는 오버슈트 현상이 거대한 쓰나미를 만들게 된 원인으로 추측되며, 1896년 메이지 산리쿠 해역 지진에서 일어난 쓰나미도 해구 측 얉은 쪽 지점이 과도하게 미끄러지면서 거대한 규모로 에너지를 방출한 것이라고 여겨지고 있다.
여기에 해저 활단층과, 약 백만년 전 일본 해구에서 북미 판 아래로 침강해버린 해저 화산이 동일본대지진의 발생의 원인 중 하나였을 것이라는 설도 나오고 있다. 이 지역의 판 경계는 마찰이 거의 적고 끌리기 어렵기 때문에, 규모 M9 이상의 초거대지진이 발생한 원인은 미궁 속이었으나 최근에는 이 해저화산이 갈고리로 작용하여 판을 잡아서 끌고 있었을 가능성에 대해서도 논의하고 있다.
2013년, 홋카이도 대학 고야마 준지 등의 연구 팀은 비교적 단층각도가 높은 일본 해구의 섭입대에 연동형 지진이 일어나긴 어렵다고 알려져 있었으나, 산리쿠 중부 이바라키현 앞바다 육지 쪽 진원역의 연동형 지진 외에도 해구 쪽 지진역도 있는 등 진원역이 2개의 영역(이중 진원역)이었다는 점에서 1960년 칠레 지진, 1707년 호에이 지진의 단일 진원역과는 다른 특성을 보인다고 밝혔다. 단층 각도가 낮은, 흔히 "칠레형 섭입대"라고 부르는 난카이 주상해분이나 페루-칠레 해구 남쪽은 지진이 일어나기 전에 뚜렷한 지진 공백 지역이 있었지만 동일본대지진이 일어난 일본 해구에는 뚜렷하게 공백이었던 영역을 볼 수 없었다. 여기에 같은 이중 진원역 지진이라고 꼽히는 1964년 알래스카 지진은 좁은 범위에서 대규모로 단층이 미끄러진 영역이 있었다는 것 등으로, 초거대지진도 종류가 있다는 사실을 밝혀냈다.

### 지진파와 진동의 특징

미야기현 구리하라시 쓰키다제에서 관측한 본진 파형 그래프. 진동 30초 후 1차 고점을 찍었고, 50초 후 2차 고점을 찍었다. 진도 4 이상의 흔들림은 3분간 이어졌다.

도쿄도 지요다구 오테마치에서 관측한 본진 파형 그래프. 진동 100초 후 흔들림이 최고점을 찍었다. 진도 4 이상의 흔들림은 2분간 이어졌다.

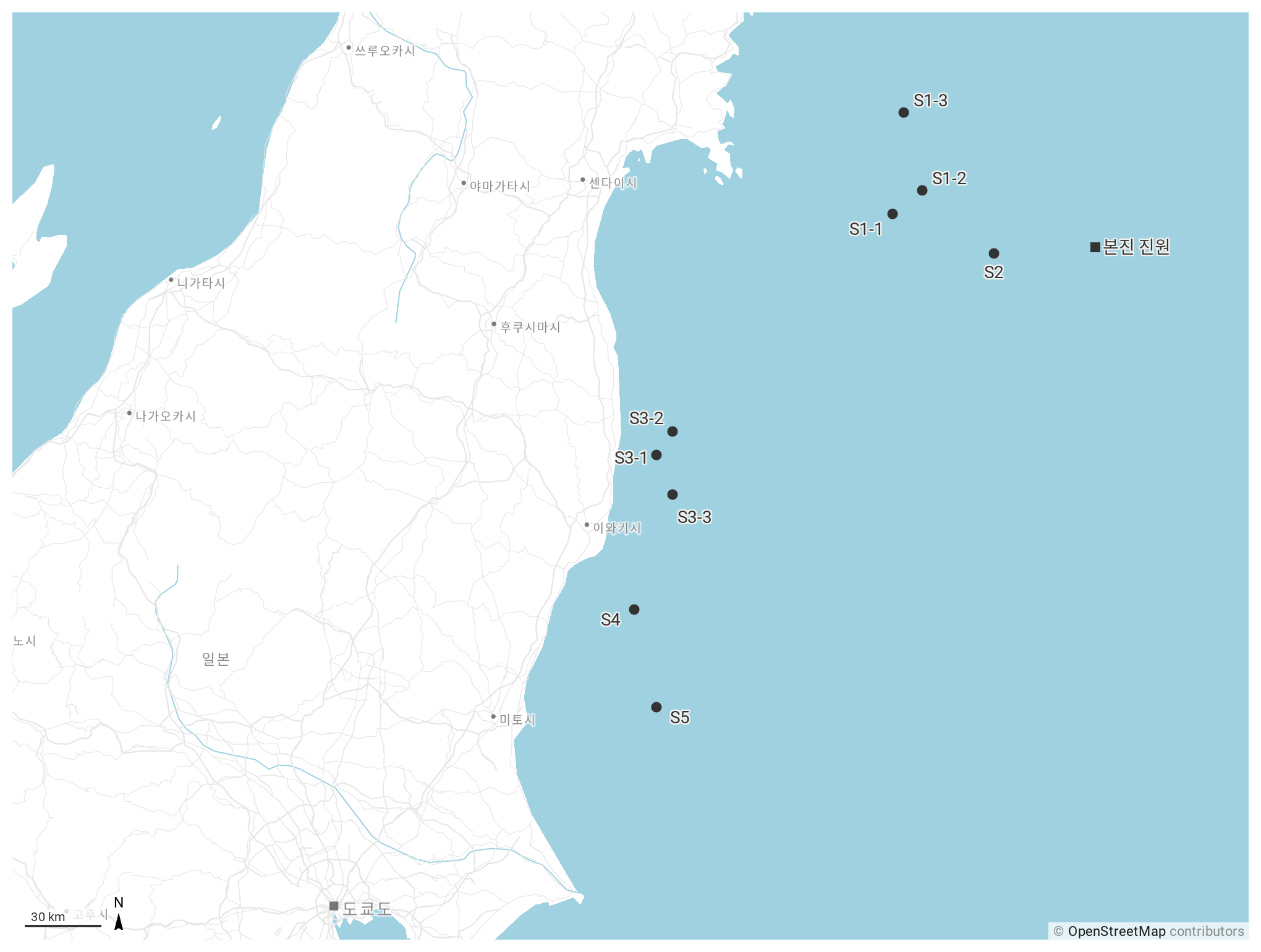
도호쿠 지방 태평양 해역 지진 당시 각 지진 소사건의 위치 좌표 지도.

동일본대지진으로 일어난 흔들림의 특징으로는 광범위한 지역에 강한 흔들림이 있었던 것, 진동 시간이 매우 길었던 것, 장주기 지진동이 광범위하고 오래 지속되었으며 단주기 지진동은 적어서 주로 단주기 지진동으로 인한 피해인 건물 손상 피해가 적었던 것 등이 있었다.
본진은 지진의 발생 원인인 단층파괴가 복잡한 과정을 통해 약 150초 가량이나 이어졌다. 단층 파괴가 일어난 지역들은 첫 번째로 미야기현 앞바다의 3개 지점, 두 번째로 미야기현 먼바다, 세 번째로 후쿠시마현 앞바다 3개 지점, 네 번째로 이바라키현 북부 연안, 다섯 번째로 이바라키현 중부 앞바다 등 총 5개 지역에서 큰 단층파괴가 일어났으며, 일본 각지에서 기록된 지진 파형을 통해 이 같은 흔들림이 있었음을 보여주었다. 지진파는 3-7km/s의 속도로 퍼지기 때문에, 서로 다른 지역에서 발생한 지진파가 시간 차이를 두고 퍼지면서 단층 파괴가 일어난 시간 그 이상으로 지상에 흔들림이 계속되었다. 나중에 노즈 아쓰시(野津厚, 2012)의 SPGA 모델을 이용한 상세 진원지 분석에서는 진원지의 진동은 150초간의 단층 분열 과정을 9개의 작은 단위로 나눠 정밀하게 분석할 수 있다고 연구하였다.
- 연구자의 연구에 따른 각 소사건의 단위[116]

1. 14:46:43.5 S1-1 : 단층 파괴 시작.(미야기현 앞바다) 1978년 미야기현 해역 지진의 진원지와 비슷한 지점에서 단층파괴가 시작되었다.
2. 14:46:46.9 S1-2 : (미야기현 앞바다)
3. 14:47:33.4 S1-3 : (미야기현 앞바다)
4. 14:47:26.3 S2 : (미야기현 앞바다 해구쪽 얉은 지역)
5. 14:47:57.1 S3-1 : (후쿠시마현 앞바다)
6. 14:48.04.4 S3-2 : (후쿠시마현 앞바다)
7. 14:48:15.0 S3-3 : (후쿠시마현 앞바다)
8. 14:48:25.8 S4 : (이바라키현 앞바다)
9. 14:48:30.9 S5 : (이바라키현 앞바다)

아오모리현에서 가나가와현까지를 잇는 전 지역에서 진도 4 이상의 흔들림이 2분(120초) 넘게 이어졌고, 특히 단층 파괴가 일어났던 곳의 가운데에 있던 후쿠시마현 이와키시에서는 진도 4 이상의 흔들림이 3분 10초(190초) 가량이나 이어졌다. 또한 진동이 시작된 시각부터 최대 진동을 찍은 시각 사이의 간격 또한 길었는데, 미야기현 센다이시에서는 약 30초, 이바라키현 히타치시에서는 약 70초나 걸렸다. 센다이시와 시오가마시에서는 3분 정도 흔들림이 있었는데 이는 흔들림이 수십 초 내외였던 1995년의 효고현 남부 지진, 1978년 미야기현 해역 지진에 비하면 매우 긴 시간이었다.
일본 전역에서 장주기 진동을 관측하였다. 진동변위 지진 파형 그래프에서는 7초를 주기로 변위가 4-50cm 최대치를 찍었고, 이를 통해 고유 진동이 7초 전후인 건물이 심하게 흔들렸을 것으로 추정한다. 여기에 고층건물의 진폭이 최대 3-60cm 정도로 크게 흔들렸던 것으로 관측되었다. 하지만 그래도 평상시의 규모 M9 지진에 비해서는 장주기 진동 흔들림이 작았던 편이었다.
이와테현, 미야기현, 후쿠시마현, 이바라키현, 도치기현 등의 각 현에서 관측한 지진파의 파형 분석 결과에 따르면, 초단주기 및 단주기 진동은 주기 0.1-1초를 가진 진동이 제일 많았으며 그보다 더 긴 주기에서는 상대적으로 진폭이 작았다. 미야기현 구리하라시(진도7), 시오가마시, 이라바키현 히타치시에서는 "치명적 주기"(일반 목조주택의 파괴력이 가장 큰 진동 주기)에 해당하는 1-2초 주기가 100cm/s였으며, 이는 목조 주택의 파괴가 매우 컸던 1995년 효고 현 남부 지진의 2-300cm/s에 비하면 작은 수치였다. 즉 동일본대지진으로 주택 붕괴 피해가 일어나긴 어려웠다. 진도7의 진동이 온 구리하라시에서도 반쯤 부서진 건물이 47동밖에 되지 않았고, 지진 진동으로 인한 사망자는 한 명도 없었다. 한편 주택 피해는 미야기현과 후쿠시마현을 중심으로 일어났고, 인근 이바라키현에도 약간의 피해가 있었다. 진원역 한가운데에 위치한 후쿠시마현에서는 진원과 가까운 하마도리 및 내륙 나카도리 지방에서 산사태나 가옥 붕괴 피해가 일어났고, 진도 6약이었던 야부키정에는 정 내의 건물 30%가 붕괴하였고 고리야마시에서는 2만채의 가옥이 붕괴하는 등, 다른 지역에 비해 붕괴 피해가 매우 컸다.
지진 이후 남극 대륙에서 GPS를 통한 분석 결과, 윌런스 빙하류는 하루 평균 1m를 움직이나 지진으로 한번에 0.5m를 미끄러진 것이 확인되었다. 또한 지진의 지진동이 맥머도 드라이 밸리와 남극점의 지진계에 기록되기도 하였다.

## 과거 지진 및 예측한 지진과의 비교

### 지진조사위원회가 가정한 지진

산리쿠에서 보소 반도 연안까지 해구형 지진이 일어날 것으로 가정한 진원 지역

동일본대지진의 진원지인 산리쿠는 포사 마그나 동쪽에 있는 동북일본 지역으로, 일본 육지가 있는 북아메리카판(오호츠크판)이 아오모리현에서 지바현을 잇는 일본 해구를 경계로, 태평양 위에 있는 태평양판을 연간 약 8cm의 속도로 동남동쪽으로 밀고 있다. 태평양판이 가라앉아 있는 일본 해구 지역은 규모 M7을 넘는 지진을 일으킬 수 있는 진원역이 다수 있으며, 동일본대지진이 일어나기 전 일본 지진조사위원회는 산리쿠 지역을 8개로 구분하여 지진 발생 주기와 일어날 확률을 추측했다.
2020년 기준 최신 지진 발생 평가 확률을 보기 위해선 산리쿠 해역 지진 항목을 참조하십시오.
| 일본 해구의 해구형 지진 발생 평가 (2011년 1월 1일 지진조사위원회 기준) | 일본 해구의 해구형 지진 발생 평가 (2011년 1월 1일 지진조사위원회 기준) | 일본 해구의 해구형 지진 발생 평가 (2011년 1월 1일 지진조사위원회 기준) | 일본 해구의 해구형 지진 발생 평가 (2011년 1월 1일 지진조사위원회 기준) | 도호쿠 지방 태평양 해역 지진으로 일어난 단층파괴 정도 (4월 11일 발표) | 발생 평가 (2012년 1월 1일 기준) | 발생 평가 (2012년 1월 1일 기준) |
| 진원역 (왼쪽의 지도에 그린 지역 구분도 참조)                           | 진원역 (왼쪽의 지도에 그린 지역 구분도 참조)                           | 규모                                                                   | 30년 내 발생 확률                                                      | 도호쿠 지방 태평양 해역 지진으로 일어난 단층파괴 정도 (4월 11일 발표) | 규모                            | 30년 내 발생 확률               |
| ---------------------------------------------------------------------- | ---------------------------------------------------------------------- | ---------------------------------------------------------------------- | ---------------------------------------------------------------------- | --------------------------------------------------------------------- | ------------------------------- | ------------------------------- |
| 산리쿠 북부                                                            | 고유지진                                                               | 약 M8.0                                                                | 0.5 - 10%                                                              | -                                                                     | 약 M8.0 약 Mt8.2                | 0.7 - 10%                       |
| 산리쿠 북부                                                            | 고유지진 이외                                                          | M7.1 - 7.6                                                             | 90% 정도                                                               | -                                                                     | M7.1 - 7.6                      | 90% 정도                        |
| 산리쿠 중부                                                            | 산리쿠 중부                                                            | -                                                                      | -                                                                      | 진원역 내 영역                                                        | -                               | -                               |
| 미야기현 해역                                                          | 고유지진                                                               | 약 M7.4                                                                | 99%                                                                    | 진원역 내 영역                                                        | 약 M7.4                         | 불명확                          |
| 미야기현 해역                                                          | 고유지진 이외                                                          | 약 M7.4                                                                | 99%                                                                    | 진원역 내 영역                                                        | M7.0 - 7.3                      | 60% 정도                        |
|                                                                        | (미야기현 해역 및 산리쿠 남부 해구면과의 연동지진)                     | 약 M8.0                                                                | -                                                                      | 진원역 내 영역                                                        | -                               | -                               |
|                                                                        | (미야기현 해역 및 산리쿠 남부 해구면과의 연동지진)                     | 약 M8.0                                                                | -                                                                      | 단층 파괴도가 큰 곳 (본진 진원역)                                     | -                               | -                               |
| 산리쿠 남부 해구 지역                                                  | 고유지진                                                               | 약 M7.7                                                                | 80 - 90%                                                               | M7.9 정도                                                             | 거의 0%                         |                                 |
| 산리쿠 남부 해구 지역                                                  | 고유지진 이외                                                          | 약 M7.7                                                                | 80 - 90%                                                               | M7.2 - 7.6                                                            | 50% 정도                        |                                 |
| 후쿠시마현 해역                                                        | 후쿠시마현 해역                                                        | 약 M7.4 수 차례 발생                                                   | 7% 이하                                                                | 진원역 내 영역                                                        | 약 M7.4 수 차례 발생            | 10% 정도                        |
| 이바라키현 해역                                                        | 고유지진                                                               | M6.7 - 7.2                                                             | 90% 이상                                                               | 진원역 내 영역 (M7.6의 최대여진 진원역)                               | M6.9 - 7.6                      | 70% 정도                        |
| 이바라키현 해역                                                        | 고유지진 이외                                                          | M6.7 - 7.2                                                             | 90% 이상                                                               | 진원역 내 영역 (M7.6의 최대여진 진원역)                               | M6.7 - 7.2                      | 90% 이상                        |
| 보소 반도 해역                                                         | 보소 반도 해역                                                         | -                                                                      | -                                                                      | -                                                                     | -                               | -                               |
| 산리쿠 북부에서 보소 연안까지 해구 쪽 지역                             | 쓰나미 지진                                                            | 약 M8.2                                                                | 20% 정도                                                               | 일부 단층 파괴도가 큰 곳                                              | Mt8.6 - 9.0                     | 30% 정도                        |
| 산리쿠 북부에서 보소 연안까지 해구 쪽 지역                             | 양단층형 지진                                                          | 약 M8.2                                                                | 4 - 7%                                                                 | 일부 단층 파괴도가 큰 곳                                              | 약 M8.2 Mt 약 8.3               | 4 - 7%                          |
| 도호쿠 지방 태평양 해역형 지진                                         | 도호쿠 지방 태평양 해역형 지진                                         | -                                                                      | -                                                                      | -                                                                     | Mw8.4 - 9.0                     | 거의 0%                         |

이 중 미야기현 해역 지진은 30년 이내 M7.4급의 지진이 일어날 확률이 99%라는 가정이 나온 이후 2005년 M7.2 지진으로 판의 돌기 3부분 중 1부분만이 파괴되었다. 즉 2005년의 지진은 일부분만 온 것이라고 추측하고 있었고, 나중에 돌기 남은 2부분도 파괴되어 본진이 올 것이라 추측했다. 2007년에는 30년 내에 Mw8.1-8.3급의 지진이 올 확률이 99%가 넘을 것이라고 예측했다.
단층 파괴가 처음으로 시작된 진원지인 산리쿠 남부 해구면 지역과 산리쿠에서 보소 연안까지 해구 쪽 지역의 중부 지역에서는 20m 이상의 매우 큰 단층 운동이 일어났으며, 동일본대지진의 진원역인 남북 500km 길이, 동서 200km 넓이의 지역은 산리쿠 중부, 미야기현 앞바다, 후쿠시마현 앞바다, 이바라키현 앞바다 등 6개 지역 안에 있다. 단층 파괴는 오시카반도 앞바다서부터 남북으로 쭈욱 이어졌으나, 북아메리카 판 아래로 침강해 있는 필리핀해 판 북동쪽이 지각 파괴가 남쪽으로 내려가는 것을 막아서 보소 연안 북부의 이바라키현 앞바다에서 지각 변동이 멈췄다. 북쪽으로는 진원역이 1994년 산리쿠 먼바다 지진 또는 1968년 도카치 해역 지진의 진원역 남부에서 멈췄다. 이 정도로 진원역이 넓은 규모 M9급 지진은 지진조사위원회에서도 가정하지 못한 초거대지진이었다.

### 과거에 있었던 초거대지진

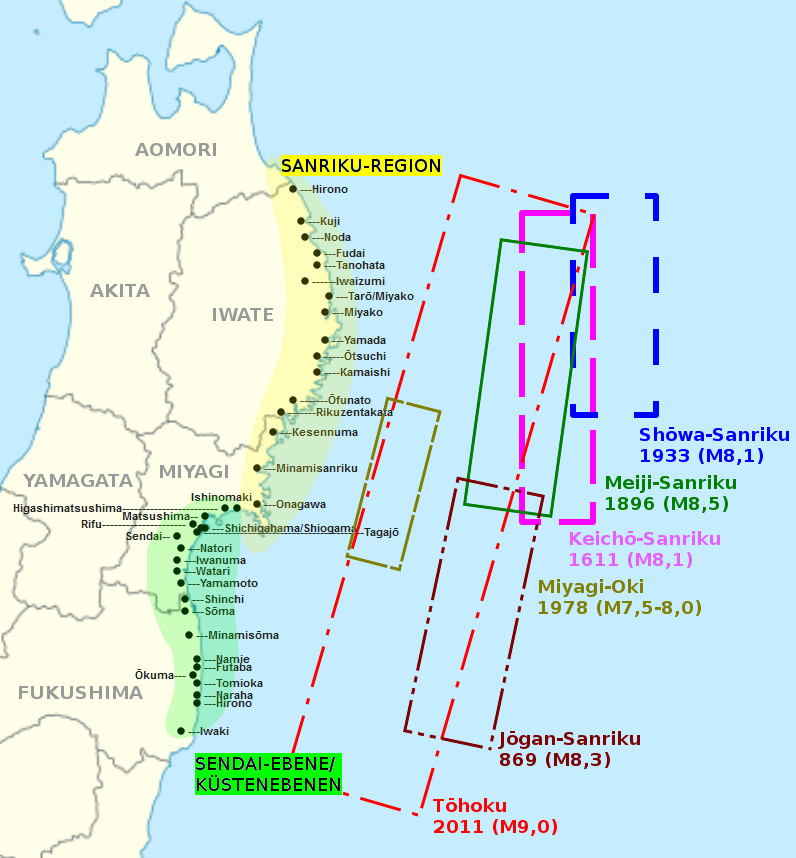
역사상 일본 해구 지역에 있었던 지진의 추정 진원역 비교.

동일본대지진의 진원지는 869년(조간 11년) 미야기현에서 후쿠시마현 태평양 연안에 일어났던 M8.4(일본산업기술종합연구소 추측)의 조간 지진이 일어났던 추측 진원지와 거의 비슷했고, 지진이 일어난 직후부터 869년 지진의 재림이 아닌가는 주장이 일었다. 조간 지진은 문헌상으로만 남은 역사적 지진이었으나, 2000년대 이후 해일퇴적물 조사를 통해 이시노마키시와 히가시마쓰시마시 내륙 3km, 센다이시 내륙 2km, 나토리시와 이와누마시 내륙 4km, 와타리정과 야마모토정 내륙 2km까지 해일이 밀고들어온 거대지진임이 밝혀졌다. 또한 퇴적물의 정밀조사를 통해 기원전 390년경, 기원후 430년경, 869년, 1500년경 등 비슷한 지진이 4차례 발생했었고 이 지역 지진의 주기는 450-800년 정도로 추측되었다. 또한 도호쿠 가쿠인 대학 지질학과에서도 약 2천년 전 야요이 시대에 지진해일이 일어난 적이 있으며, 이때도 센다이평야가 동일본대지진과 비슷하게 침수된 것으로 추측된다는 연구를 발표했다. 이러한 점 등을 고려하여 도호쿠 지방 태평양 해역 지진이 일어난 후 다시 시작된 해구형 지진 장기 예측 재검토에서, 일본 정부 지진조사위원회는 2011년 11월 24일 지진 해일 퇴적물 조사 결과에 기원전 4-3세기 경, 기원후 4-5세기 경, 869년 조간 지진, 15세기 경, 2011년의 지진 등 총 5회 지진이 산리쿠에서 보소 반도에 걸쳐 일어났으며 약 600년의 주기로 해구형 지진이 오고 있으며, 다음번에 올 지진은 규모 M8.3-9.0이 될 것이라 발표했다. 여기서 869년 조간 지진은 일본 해구 깊은 곳에서 일어났으며, 1896년 메이지 산리쿠 해역 지진은 일본 해구 얉은 곳 두 판의 경계 근처에서 일어난 지진이었기 때문에 이번 2011년의 지진은 '조간 지진과 메이지 산리쿠 해역 지진이 동시에 일어났다'는 연구자도 늘고 있다.
2011년 4월 13일, 도호쿠 대학의 지진긴급보고회에서 동북아시아 연구센터의 히라카와 아라타 교수는 에도 시대 때 정비된 마을들은 이번 지진의 해일 피해를 입지 않았다고 말했다. 1611년(게이초 11년)일어난 게이초 산리쿠 해역 지진은 동일본대지진과 비슷한 규모로 해일이 들이닥처 침수되어, 이 경험을 바탕으로 역참, 도로 등이 정비되었다라고 말하며, 메이지 시대 이후 이용하는 토지가 넓어지면서 이 때 당시 해일의 경험이 잊혀졌다고 발언했다. 또한 이 보고회에서는 조간지진으로 일어난 지진해일보다 동일본대지진 쓰나미가 규모가 더 컸다는 발표도 있었다.
이시바시 가쓰히코는 일본삼대실록의 기록을 바탕으로 이번 동일본대지진은 조간 지진보다 규모가 더 크고, 진원역도 좀 더 남쪽으로 뻗어있다는 주장을 하였다. 이시바시는 이 주장의 근거로 조간지진에서는 교토(동일본대지진에서 진도 3)와 간토 지방(동일본대지진에서 진도 4-5)에서 지진을 느꼈다는 기록이 없었다는 점을 들었다.
이와테현 오쓰치정에서는 자체 조사를 통하여 동일본대지진으로 인한 지진해일 침수 피해 범위가 메이지 산리쿠 해역 지진 당시 해일로 인한 침수 범위와 거의 비슷하다는 연구 결과를 발표했다. 2011년 5월 15일까지는 이 발표가 나올 때까지 마을 측에서 해일의 규모나 피해를 예측 외의 크기라고 보고 있었지만, 이번 발표로 115년 전에도 비슷한 규모의 지진해일이 덮쳤다는 것이 드러나면서 산리쿠 해안 일대가 "지진 해일 상습 피해 지대"인 것으로 밝혀졌다.

## 지진 예측 및 전조 현상
도호쿠 지방 태평양 해역 지진은 지진이 올 것이라는 지진 예측에 성공하지 못했으며, 거대지진이 일어나기 전에 일어난다는 프리슬립(pre-slip) 현상도 일어나지 않았다. 지진학계에서 확립되었던 지진의 규모, 발생 범위, 발생 빈도를 확률론적으로 예측하는 '장기예측' 분석에서도 2011년처럼 도호쿠 지방 태평양 연안에 광범위하고 규모 Mw9.0-9.1에 달하는 초거대지진이 올 것이라는 예측은 전혀 하지 못했으며, 지진조사위원회의 지진 예측에서도 전혀 가정하지 못했던 '예상치 못한' 지진이었다.
하지만 이번 지진이 온다는 것 자체에 대한 단서는 몇 개가 있었다. 학계에서 비교적 확고하게 자리잡은 "일본 해구에서 가라앉는 태평양판은 비교적 오래된 것이기 때문에 초거대지진은 일어나지 않는다"라는 학계 정설은 오래된 해양판이 가라앉은 곳에 일어났던 2004년 남아시아 대지진 이후 그 타당성이 의심되고 있었다. 또한 2000년대 이후 일본 지진학계 내에서 "돌기 모델"에 대한 모순 지적이 나오고 있으며, 지진활동도 지역마다 달라서 도호쿠 연안에 지진이 적은 지역은 '비지진성 미끄러짐'으로 판에 쌓인 압력을 해소하고 있다는 가설에 대해서도 재검토하는 움직임이 커지고 있다. 여기에 2000년대 후반부터 지질학적 조사를 통하여 센다이평야 내륙 지역에서 지금까지 알려지지 않았던 거대한 지진해일이 일어난 적이 있었다는 흔적이 나오면서 이러한 연구 결과를 확률론적 지진 예측 분석에 활용하자는 움직임도 나오고 있다. 하지만 이와 같은 학계 내 움직임도 2011년 3월 11일 일어났던 급의 초거대지진이 올 것이라는 추측은 전혀 하지 못했다(도호쿠 지방 태평양 해역 지진과 쓰나미의 발생 구조 문서 참조).
이러한 이유 때문에 동일본대지진 이후에는 기존의 지진학 이론에 대한 재검토가 이루어지고 있으며, 여러 방법을 통해 지진이 올 것을 예측하러는 시도도 나오고 있다. 또한 앞으로 올 지진에 대한 가능성도 더욱 넓게 보자는 움직임도 있으며, "지진이 올 확률이 낮기 때문에 지진이 오지 않을 것이다"라는 낙관론적 생각을 가지기 쉬운 확률론적 지진 예측에 대한 비판도 커졌다. 이에 대응하여 지진 예측보다는 지진 이후 2차 피해를 줄이거나, 인명 피해를 줄이는데 더 집중해야 한다고 주장하는 학자들도 늘고 있다.
지진 이후 1976년부터 2011년까지 본진 진원역에서 일어난 Mw5.0 이상의 지진과 조석력간의 조사 결과, 1976년부터 약 25년간의 지진은 본진과는 상관관계가 없었다. 하지만 2000년부터는 상관관계가 보이기 시작하기 시작해, 동일본대지진 본진 직전에는 확실한 상관관계를 보여 단층에 걸리는 힘이 최대가 될 때 지진이 많이 일어나고 있었다. 특히 2011년 3월 9일 11시 45분 산리쿠에서 일어난 M7.3의 전진과 본진 진원지의 단층파괴 사이에는 매우 강한 상관관계를 보였으나, 3월 11일 본진 이후에는 상관도가 다시 사라졌다.

### 지진대 공백화
일본의 여러 연구자들은 본진이 일어나기 전, 장기적 지진 횟수의 감소와 단기적 지진 횟수의 감소 모두가 일어난 것이 보여졌음을 증명했다. 이 지역에서 지진의 공백화 이후 아래의 전진 활동이 일어났다.
단기적 분석
- 일본통계학연구소의 분석에서는[157] 2007년서부터 도호쿠 지방 전역에서 규모 M5 이상의 지진이 일어나는 횟수가 감소했다고 보고했다.

중장기적 분석
- 가쓰마타 케이(勝俣啓, 2011)[158]의 연구에서는 일본 기상청의 지진 목록을 이용하여 1965년부터 2010년까지 규모 M4.5 이상 지진 데이터를 분석한 결과, 본진에서 미끄럼량이 가장 컸던 해구 깊은 쪽의 지진은 약 22년 전인 1989년서부터 점차 공백화가 일어나고 있었다고 밝혔다.
- 마쓰우라 리쓰코(松浦律子, 2011)[159]의 연구에서는, 1885년 이후 규모 M6 이상의 지진 목록을 이용하여 분석한 결과, 2000년부터는 지진대의 공백화가 뚜렷하게 보이다 2008년부터는 다시 정상 수준으로 수가 증가하는 모습을 보였다고 밝혔다.

### 전진 활동
본진이 일어나기 이틀 전인 2011년 3월 9일 수요일 오전 11시 45분(본진 51시간 전), 본진 진원 북동쪽 50km 북위 38도 19.7분, 동경 143도 16.7분의 깊이 8km 지점에 규모 Mw7.3의 산리쿠 해역 지진이 일어났다. 전진으로 미야기현 구리하라시, 도메시, 미사토정에서 최대진도 5약의 진동을 관측하였으며 아오모리현-후쿠시마현을 잇는 지역 태평양 연안에 쓰나미 주의보가 발표되어 오후나토시에서 최대 높이 55cm의 지진해일이 닥쳤다. 다음날인 3월 10일 오전 6시 23분에는 그 근처에서 당시에는 최대 여진이라고 생각하던 규모 M6.8, 최대 진도 4의 지진이 일어났다. 3월 11일 본진이 오기 전 당일에도 진도 1 이상의 여진이 계속 관측되었다. 본진 이후 일본 기상청은 3월 9일-11일의 지진 활동이 "전진 활동"이었을 가능성이 있다고 발표했다. 또한, 2011년 2월 13일서부터 3월 9일 전진 진원지와 거의 같은 곳에서 최대규모 M5.5의, 규모 M5대 지진이 산발적으로 계속 일어났던 것으로 밝혀졌다.
본진이 일어나기 약 1개월 전인 2011년 2월 중순부터 본진의 단층파괴 시작점 북쪽에서 느린 지진(Slow earthquake) 현상이 일어나 미소지진이 일어나고 있었는데 이 느린 지진의 진원지는 본진 진원지를 향해 움직이며 단층 활동을 계속했다. 첫 번째로 2월 중순에서 2월 말까지, 두 번째로 3월 9일 M7.3의 지진이 발생한 후에 느린 지진이 일어났으며 두 차례의 느린 지진으로 방출된 에너지를 모두 합하면 대략 M7.1 규모의 지진이 방출하는 에너지와 비슷하다. 단기간의 느린 지진이 거대한 규모의 본진을 일으키는데 영향을 주었을 가능성에 대해서도 연구하고 있다. 한편 본진 10년 전인 2004년경부터 본진의 단층파괴 시작점 서쪽에서 느린 지진이 일어나고 있었고, 이 "장기간의 느린 지진이 2011년의 본진 발생을 앞당겼다"는 연구도 있다.
지진학에서 지진의 규모와 횟수의 상관관계를 나타낸 방정식인 구텐베르크-릭터 법칙에 상수 b가 원래의 값인 1보다 더 작은 값으로 나오는 것은 '지진 규모에 비해 작은 규모의 여진 횟수가 더 적다'라는 말과 같다. 그런데 3월 9일의 지진에 구텐베르크-릭터 법칙의 방정식을 대입하면 b가 일본 해구형 지진에서 나오는 상수인 b=0.8보다 더 작은 b=0.47이 나오며, 이는 3월 9일의 지진은 본진이 아닌 더 큰 지진의 전진이였을 것이라는 가정이 맞음을 보여주며, 실제로 1960년대부터 2011년까지 지진의 b값은 점차 줄어들고 있었음이 드러났다.
한편 3월 9일의 지진 진원지와 3월 11일의 지진 진원지가 서로 겹치지 않고 이웃해 있기만 하기 때문에 3월 9일의 지진은 동일본대지진의 전진이 아닌 11일의 지진을 이끌어 낸 '유발지진'일 가설도 나오고 있다.

### 전리층의 총 전자수 변화
홋카이도 대학의 교수 헤키 고스케(日置幸介)는 GEONET(GPS 연속관측망)을 이용한 연구에서 지상 통신국과 GPS 위성이 통신하는 경로 중 진원지 상공에서의 전리층의 최대 전하 밀도와, 고도 약 300km에서 전리층의 총 전자수(TEC)의 변화를 추적한 결과 전하 밀도가 지진 발생 약 40분 전부터 평상시보다 20% 급격히 증가하였다. 이를 지표면에 대입하면 지진 발생 20분 전부터는 진원지를 확실하게 알 수 있었고, 1994년 쿠릴 열도 지진과 2010년 칠레 지진에서도 이와 비슷한 현상이 있었음이 드러라면서 "거대지진이 일어나기 직전 발생을 예측할 수 있는 방법"으로 연구가 되고 있다. 또한 일본 전기통신대학 명예교수 하야카와 마사시(早川正士)는 미국 워싱턴주에서 짐 크릭의 250kW로 송출하는 24.8kHz 초장파 방송 신호를 도쿄도 조후시에서 야간 관측을 계속한 결과, 지진 발생 약 5일 전인 3월 5일과 6일 사이 전리층의 크기가 급격하게 작아지는 이상이 있었다는 연구 결과를 내보냈다.

### 미끄러짐 손실량의 증가
운동하는 판의 상대적인 평균 속도에서 예상되는 이론적 판의 이동 거리에서 실제 판의 이동 거리를 뺀 것을 '미끄러짐 손실량'이라고 하며, 미야기 현 앞바다에서는 이 미끄러짐 손실량이 계속 늘어나고 있던 것으로 추측된다. 즉 판에 쌓이는 압력에 비해서 지진으로 방출되는 에너지가 더 적었으며, 방출되지 않은 압력은 판 안에 계속 쌓이고 있었다. 실제 관측한 값을 보면, 2003년과 2005년 각각 미야기현 앞바다에 지진이 있었으나 이 두 차례의 지진은 1978년 지진으로 방출한 에너지보다 더 적었던 것으로 추측하고 있다. 또한 해구 부근에서는 미끄러진 거리가 50m를 넘었는데, 마쓰자와 박사는 판 사이에서 움직이는 속도가 연간 8cm인 것을 생각하면 대략 600년분의 미끄러짐 손실량이 한번의 지진으로 방출한 것이라고 주장하고 있다.

## 여진 및 유발지진 활동

### 여진 활동

#### 여진 활동의 다발

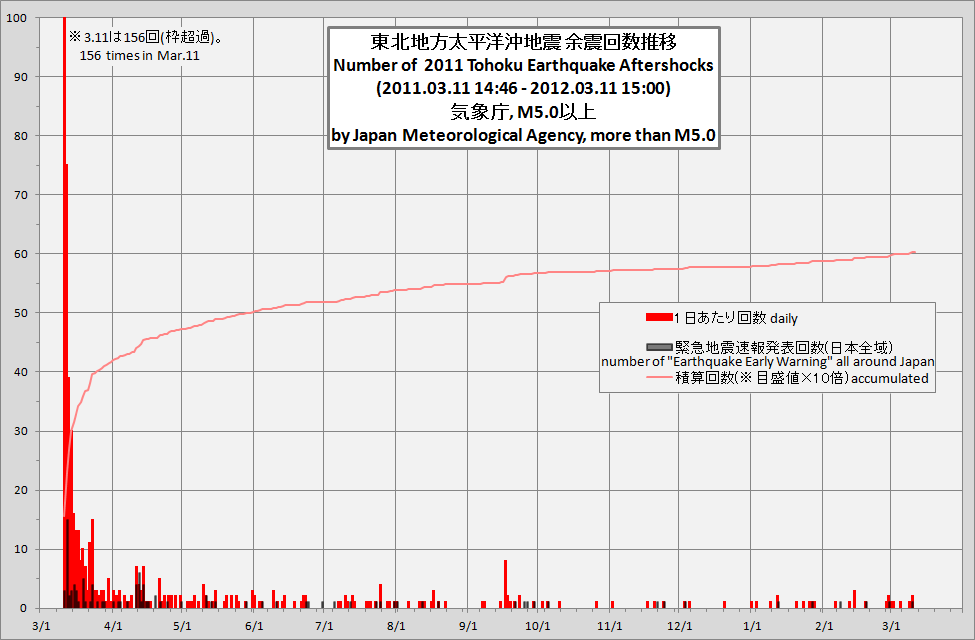
2011년 3월 11일 본진 이후 4월 11일까지 한 달간 일어난 규모 M5 이상의 여진 그래프

여진 활동도 매우 활발했는데, 본진이 일어난지 채 1시간도 지나지 않아 M7 이상의 강진이 3회 연속으로 일어났다. 이 여진 중 본진 30분 후인 15시 15분 이바리키현 앞바다에서 발생한 M7.6의 강진은 이바라키현 호코타시에서 진도 6강을 관측하는 등 강력한 지진이었다. 본진 이후 도호쿠 대학 지진 및 화산분화 예측 연구관측센터가 설치했던 지진계의 30%가 파괴되거나, 통신이 불가능해지는 등으로 여진 관측 데이터를 받을 수 없는 사태까지 이르렀고 일본 기상청이 보도하는 긴급지진속보에도 제대로 반영이 되지 않는 등 영향을 주었다.
이후 일어난 여진들은 이와테현 앞바다에서 이바라키현 앞바다까지 가로 약 200km, 세로 약 500km를 하는 진원역에 일어났다. 규모 M5 이상의 여진은 3월 한 달간 466번 일어났다. 2016년 3월 9일까지 규모 M5 이상의 여진이 869회, M6 이상이 118회, M7 이상이 9회, 최대 진도 4 이상의 지진이 360회, 최대 진도 1 이상의 지진이 12,080회 일어났다. 규모 M5 이상 여진 횟수는 이전까지 일본 관측 사상 최다였던 1994년 홋카이도 동쪽 해역 지진의 4-5배였으며, 기록적인 속도로 여진 횟수가 늘어났다. 특히 후쿠시마현 하마도리에서 이바라키현 북부 사이의 지역은 4월 11일 최대 여진이 일어나는 등 활발한 지진 활동이 일어났으며, 2012년 8월까지 규모 M3 이상의 지진이 1,600회 이상 일어났다.
이번 동일본대지진은 여진 자체의 횟수가 많았을 뿐만 아니라, 여진의 세기 또한 커서 여진 그 자체로만도 많은 피해를 보기도 했다. 본진이 일어난지 채 한 달도 안된 4월 7일에는 미야기현 연안에 규모 M7.4, 최대 진도 6강의 여진이 일어나 4명이 사망했다. 4월 11일에는 후쿠시마현 하마도리에 규모 M7.0, 최대진도 6약의 여진이 일어나 4명이 사망했다. 본진 1년 후에도 활발한 지진 활동이 이어져, 2012년 3월 14일에는 지바현 동쪽 앞바다에 규모 M6.1, 최대 진도 5강의 여진이 일어나 1명이 사망했다. 2012년 12월 7일에는 산리쿠 앞바다에 규모 M7.3, 최대 진도 5약의 여진이 일어나 최대 98cm의 지진해일이 일어나고 1명이 사망했다. 2016년 11월 22일에는 후쿠시마현 앞바다에 규모 M7.4, 최대 진도 5 미만의 여진이 일어나 최대 높이 1.4m의 지진 해일이 일어났다. 그 밖에도 2011년 7월 10일, 2013년 10월 26일,, 2014년 7월 12일에 규모 M7 이상의 여진이 일어났다.
일본 기상청은 3월 13일부터 4월 21일까지 규모 M7.0 이상의 지진이 3일 이내 발생할 '여진 발생 확률'을 70%라고 발표했으나, 이후 점점 확률을 낮췄다. 그 후 4월 28일에는 확률이 크게 낮아지면서 여진 발생 확률을 더 이상 발표하지 않기로 하였고, "가끔 매우 드물게 강한 여진이 발생할 수 있다"고만 발표하게 되었다. 한편 2011년 4월 도쿄 대학의 이데 사토시(井出哲) 준교수는 "규모 M7 이상의 여진은 10회 정도 일어날 것이다"라고 주장했으며, 도쿄 대학 지진연구소의 오키 세이코(大木聖子)는 "가장 큰 여진이 1년 후에 일어날 수도 있다"라고 주장했다. 또한 2011년 11월 18일 기상청의 지진예지연락회에서 11월 15일부터 12월 24일까지 1개월간 본진의 진원역이나 그 주변 지역에서 규모 M7 이상의 여진이 일어날 확률이 15%라고 발표했다. 이 결과는 규모 M5 이상의 여진 발생 경향을 통해 나왔다. 또한, 여진 발생은 점차 감소하는 추세이나 3월 11일 이전 확률의 7배이며, 큰 여진이 일어날 가능성이 있다고 말했다. 2016년 3월 일본 정부의 지진조사위원회의 혼쿠라 요시모리 위원장은 "(본진이 일어난지 5년이 지난) 지금도 규모 M8을 넘는 여진이 일어나도 이상하지 않다"고 말했다.

#### 광역적 여진
본진 이후 일어나고 있는 여진은 이와테현 앞바다부터 이바라키현 앞바다까지 동서 200km, 남북 500km의 일본 해구 동쪽의 영역에서 일어나고 있다. 여진의 대부분은 본진과 비슷한 해구형 지진(판 경계에서의 지진)이지만, 진원역 서쪽 지각의 얉은 곳에서는 육지지각 내 지진(내륙 직하형 지진, 대륙판 내 지진)이 일어나고, 진원역 서쪽 지각 깊은 곳에서는 심발지진이 일어나고 있으며, 해구 동쪽 지역에서는 해양지각 내 지진(아웃터라이즈 지진)도 일어나고 있다. 특히, 일본 해구 동쪽 융기 지대에서는 본진으로 인한 지각변동의 영향으로 여진이 일어날 경우 후술할 내용처럼 지진의 규모가 더 커질 수도 있다는 주장도 나왔다. 이 밖에도 진원역에서 수백 km 떨어진 곳에서도 규모 M6 이상의 비교적 큰 지진이 일어나고 있으며, 거대 지진으로 인한 지각변동으로 여러 곳에서 지진이 일어날 수도 있다는 주장도 있다.

### 유발지진
이 본진은 진원역에서 멀리 떨어진 곳에서도 여진과 비슷한 지진을 일으켰다. 큰 관점에서는 이와 같은 지진도 거대지진의 지진 활동의 일부에 속해 있는 것으로 분류하고, 진원역 내에서 일어나는 여진과는 구분하여 유발지진 또는 "광의적 여진"이라고 부르고 있다. 여러 전문가들은 이번 동일본대지진이 도호쿠 지방을 중심으로 지각 변동이나 응력 변화를 일으켜 다른 곳에도 지진을 일으켰을 가능성이 있다고 밝히고 있다.

#### 표면파로 인한 동적 유발지진
일본 가나가와현 하코네정의 하코네 화산 지하 얕은 곳에서는 본진의 흔들림이 계속되었던 14시 59분부터 50분동안 규모 M3.8-4.2의 지진이 4차례 연달아 일어났는데, 가나가와현 온천지학연구소의 지진계 분석을 통해 본진의 흔들림이 하코네산 지진과 합쳐져 가나가와현 지역에서는 최대진도 6약의 흔들림이 있었던 것으로 밝혀졌다. 진원지는 하코네산 고마가타케-오와쿠다니 지하 2-6km 지점이었고, 규모는 M4 정도였기 때문에 강한 흔들림은 0.5초 동안만 이어졌다. 하코네 화산 지진은 하코네산의 단층이 본진의 영향을 받기 쉬운 방향에 있었기 때문에 본진으로 생긴 장주기 표면파가 단층을 자극하여 유발한 지진으로 보고 있다. 하코네 화산 지진은 하코네 산에 본진의 표면파가 도달한 직후 일어났으며, 본진 지진파가 지반에 쌓인 응력을 변화시켜 생긴 동적 유발지진으로 추측된다.
교토 대학 방재연구소의 미야자와 마사토시(宮沢理稔)는 일본 기상청, 각지의 연구센터 등의 지진개 1,500개 등을 조사하여 본진과 여진의 직접적인 영향을 제거한 지진동 그래프를 분석한 결과, 본진이 일어난 후 약 15분간 관동에서 이즈 제도, 시코큐, 규슈 등 일본 전역의 각지에서 규모 M5 미만의 유발지진이 약 80-100회 이상 일어났다는 것을 밝혀냈다. 특히 본진 이전보다 지진 활동이 활발해진 히다시, 이즈 제도 북쪽에서 이러한 경향이 두드러졌다. 또한, 유발지진이 일어나는 지역이 본진 진원역의 남서쪽으로 3.1-3.3km/s의 속도로 퍼져나갔으며 이는 지진 표면파의 진행속도와 거의 같다. 본진의 L파, G파 등 표면파가 퍼지면서 지각에 자극을 주어 화산 근처, 판 경계 부근, 최근에 큰 규모의 지진이 일어났던 지역의 여진역 등 지진이 일어나기 쉬운 곳에서 유발지진이 많이 일어난 것으로 보이며, 이러한 유발지진은 '동적 유발지진'으로 보인다고 추정했다. 동적 유발지진이 퍼저나가면서 일어난 과정을 실제로 본 것은 이 동일본대지진이 처음이었다.

#### 본진 이후 대륙판 내부 유발지진
3월 12일 새벽에는 나가노현 북부에 규모 M6.7, 최대진도 6강의 지진이 일어났고, 이후 최대 진도 6약의 지진이 두차례 더 일어나는 등 나가노현 북부와 니가타현 주에쓰 지방에 활발한 지진 활동이 일어났다. 3월 15일 밤에는 시즈오카현 동부에 규모 M6.4, 최대 진도 6강의 지진이 일어났다. 이 여진들은 내륙 활단층에서 일어난 지진이며, 3월 12일 일본 기상청은 "태평양 연안에서 일어난 본진하고 직접적인 관계는 없으나, 본진으로 생긴 지각 변동으로 일어난 지진일 수도 있다"며 앞으로도 진도 6약 정도의 여진이 계속 일어날 수 있다고 발표했다.
이 밖에도 본진 이후 아키타현 내륙 북부, 후쿠시마현 하마도리, 이바라키현 남부, 나가노현 중부, 도치기현 북부 지역에서 진도 5강 이상의 지진이 일어났다. 일본 기상청 정밀관측실에서는 2011년 6월 30일 나가노현 중부에 일어난 지진(M5.4, 최대 진도 5강)가 일어난 진원지 주변 부근이 동일본대지진 본진이 지나간 이후부터 진도 1 이상의 유감지진이 증가하고 있었다며, 본진으로 일어난 지각변동이  영향을 주어 지진을 일으켰을 가능성이 있다고 발표했다. 진원지 근처에 있는 고푸쿠지 단층(牛伏寺断層)은 본진 이후 지진 발생 확률이 올랐다고 추측하고 있으나, "진원지를 볼 때 이 단층과는 다른 단층이 영향을 받을 수도 있다"라고 추측하고도 있다. 또한 후쿠시마현 아이즈 지방에서 야마가타현 오키타마 지방을 잇는 지역은 군발지진이 일어나 2011년 5월 7일 규모 M4.6 최대 지진 이후 2011년 12월 말까지 무감지진을 포함하여 총 16,000회가 넘는 지진이 일어났다.
본진 이후 도호쿠 지방 전역에서 지각변동이 관측되고 있기 때문에 이 여진들은 도호쿠 내륙 대륙판의 응력이 크게 변화하여 생기는 것으로 추측하고 있다. 이런 지진들은 특별한 지진은 아니며, 과거에도 해구형 지진이 일어난 후 여진역 주변과 진원역에서 멀리 떨어진 곳에서 지각이 자극을 받아 수 년간 유발지진이 일어나는 경우가 있다.

#### 본진 이후 판 경계의 유발지진
북아메리카판과 태평양판, 필리핀해판이 서로 맞물려 가라앉아 있는 간토 남부 연안과 판이 지하 50-100km에 가라앉아 있는 이바라키현 남부는 이전부터 지진 다발 지역이였으나 동일본대지진 이후 유발지진이 많이 일어났다. 3월 24일(M4.8)과 4월 2일(M5.0)의 지진은 북아메리카판에 섭입한 필리핀해판 경계 부근에서 일어났으나 4월 16일(M5.9)과 7월 15일(M5.4)의 지진은 필리핀해판 아래에 가라앉은 태평양판과의 판 경계에서 일어났으며 진원지인 판 경계가 서로 달랐다. 모두 진원지는 내륙 쪽이였으나, 이 여진들은 전부 판 경계에서 일어난 해구형 지진으로 분류되었다.
이 외에도 본진의 단층 미파괴 영역였던 남북으로 긴 일본 해구 지역과, 지진역 남쪽에 있는 보소 해역, 지바현 동쪽 해역과, 지진역 북쪽에 있는 산리쿠 해역 북부, 1994년 산리쿠 먼바다 지진의 진원지였던 곳에서도 유발지진이 일어날 가능성이 있다. 또한, 일본 해구 북쪽에 있는 쿠릴-캄차카 해구에 끼인 도카치 앞바다, 네무로 반도 앞바다, 북아메리카 판과 접하고 있는 또 다른 지역인 이토이가와-시즈오카 구조선, 동해 동연 변동대에서도 지진이 일어날 가능성이 있다.
일본 산업기술종합연구소의 이시카와 유조(石川有三) 초빙연구원은 간토 남쪽에 있는 필리핀해판과의 경계에서 지진 활동이 활발해지고 있다고 말했다. 2011년 9월 이후 미나미칸토 직하지진이 일어날 확률이 높아졌다는 신문 보도가 나오고 있으며, 조사 결과 간토 지방 아래에 있는 필리핀해판의 깊이가 기존에 예상했던 지점보다 더 얉은 곳에 있었다는 결과가 나오면서 2012년 3월에는 미나미칸토 직하지진에 대한 예측도 다시 검증을 시작하는 등 간토 지방에서도 유발지진이 일어날 수 있다는 우려가 나왔다.
2011년 4월 중에는 빠르면 2011년 4-5월 안에 도호쿠 지방 태평양 연안 지역에 다시 규모 M8급의 지진이 일어날 수 있다는 추측이 언론에서 보도된 바있다. 당시 도쿄 대학 방재연구소의 도다 신지(遠田晋次) 교수는 규모 M8급 유발지진이 일어날 경우 센다이시에 최소 10m의 지진해일이 닥칠 것이라고 추측했다. 일본 문부과학성의 지진조사위원회(지진조사연구추진본부)에서는 산리쿠에서 보소 연안 해구를 잇는 지역에서 일어날 지진의 규모를 기존의 약 M8.2에서 M8.6-9.0으로 상향하고 유발지진이 올 가능성이 있다고 발표했다. 또한, 같은 규모의 2004년 남아시아 대지진처럼 몇년에 걸쳐 주변에 대지진이 일어날 가능성이 있다는 연구도 있다.

#### 느린 지진 현상의 발생
지바현 보소 반도 앞바다에서는 1987년 지바현 동쪽 해역 지진 이후 명확한 진동을 일으키지 않는 미약한 느린 지진 현상이 원래는 6년마다 한번 꼴로 일어났으나, 동일본대지진 이후에는 느린 지진 현상이 일어난 지 4년밖에 채 지나지 않았음에도 이 현상이 일어났다. 이 활동으로 방출한 총 에너지량을 합치면 모멘트 규모 Mw6.5의 지진과 맞먹을 것으로 추측하고 있다.

## 지각변동

### 지진 활동의 변화
본진의 미끄럼량이 컸던 일본 해구의 해구 쪽 부근에서, 판 경계보다 깊은 곳의 해양판 내에서는 여진이 계속 이어지고 있으나 판 경계의 역단층형 여진은 매우 적은 편이다. 이러한 현상이 일어나고 있는 원인으로는, 첫 번째로는 본진 미끄럼량이 컸던 곳에서는 판의 응력이 충분히 방출되었지만 그 주변 지역은 본진과 그로 이어진 지각변동으로 인해 응력이 쌓여 여진이 계속 일어나고 있다는 추측이 있다. 두번째로는 보통 판 사이의 접합력은 매우 크기 때문에 본진이 일어난 이후 판 사이가 바로 붙어버려 움직이지 않을 것이라는 추측이 있다.
또한 진원지와 가까운 곳에서 대규모의 유발지진이 일어날 가능성에 대해서도 제기됐다. 일본해양연구개발기구(JAMSTEC)가 2011년 4월부터 진행한 미야기현, 후쿠시마현 먼버다, 일본 해구 동쪽 해구 바깥쪽 융기지역에 설치한 해저 지진계 조사 결과, 깊이 약 20km 지점의 얉은 곳, 본진 이전 정단층형 지진이었던 곳은 변화가 없었으나, 깊이 약 40km 이상 지점의 깊은 곳 본진 이전 역단층형 지점이었던 곳은 본진이 일어난 이후 정단층형으로 바뀌어가고 있었다. 본진의 영향으로 판 내부에서 응력을 받는 방향이 바뀌었을 가능성도 있으며, 지금까지와 달리 판 내 깊은 부분에도 응력이 쌓여 판 내에서 규모 M8급의 판내지진이 일어날 수 있다는 우려도 나오고 있다. 일본 해구 동쪽처럼 해양판이 아래로 섭입해 가라앉아있는 곳에서 일어나는 지진은 아웃터라이즈 지진이라고 하여, 큰 지진해일이 일어나더라도 실제 지진의 흔들림은 적은 편인데 이는 "쓰나미 지진"과도 비슷한 특징이 있어 피난하는 시간이 늦어져 피해가 더 커질 우려가 있다. 본진 40분 후인 15시 25분에 일어난 규모 M7.5의 여진이 이런 류의 지진에 해당하며, 과거에의 1933년 쇼와 산리쿠 해역 지진도 이러한 특징을 가져 피해가 더 커졌다.

### 지반 이동 및 지반 침하

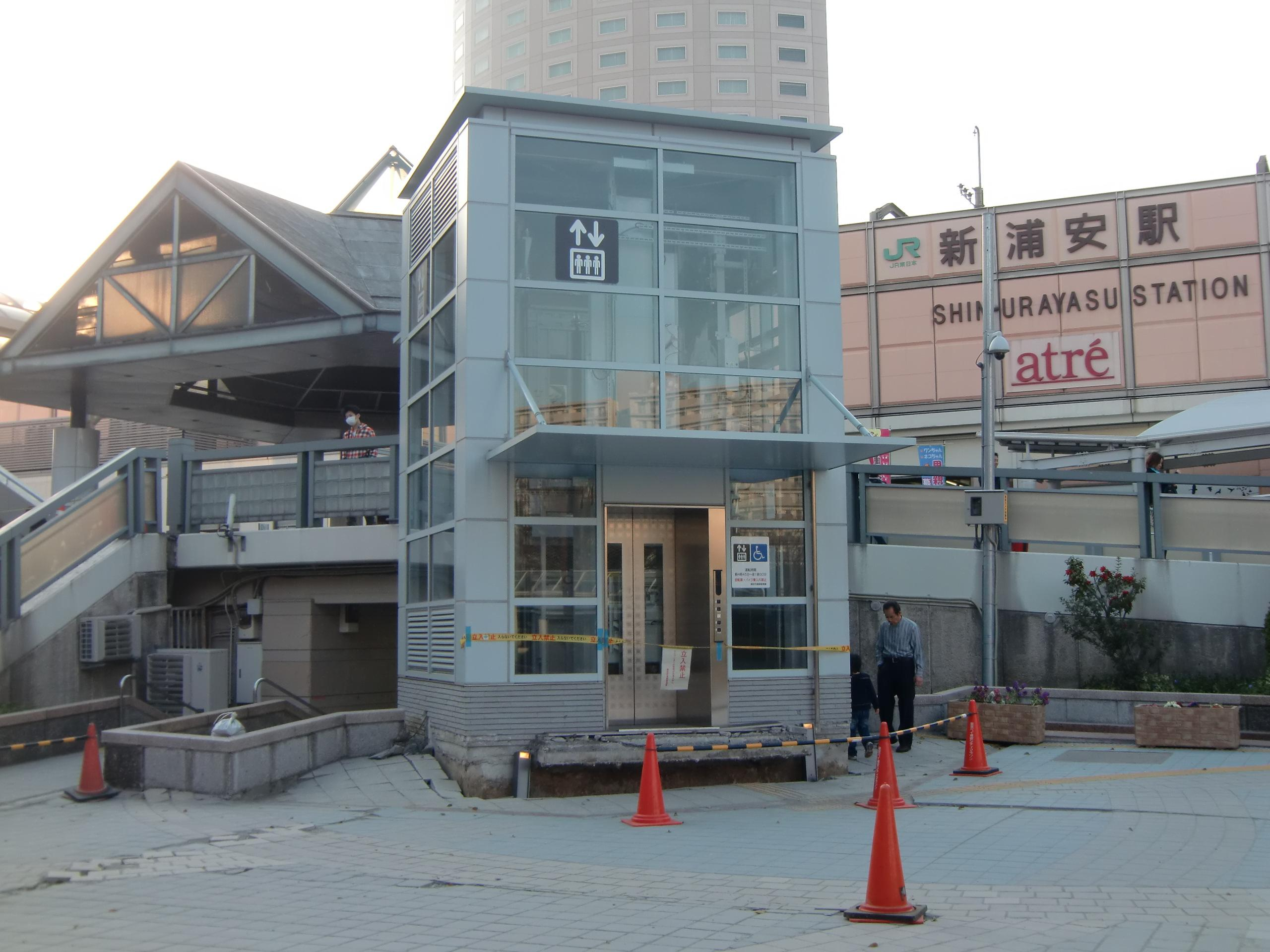
지반 침하 현상으로 땅이 꺼져버린 지바현 우라야스시의 신우라야스역 엘리베이터

본진과 여진을 포함한 느린 미끄러짐 현상으로 큰 지각변동이 일어났다. 도호쿠 지방 전역이 동쪽으로 10cm 이상 이동 하는 등 그 영향은 매우 컸다. 도호쿠 지방부터 간토 지방까지 동북일본 지각은 원래는 태평양판이 아래로 섭입하면서 서쪽으로 지각변동을 받고 있었으나, 동일본대지진 이후에는 지각이 반대로 동쪽으로 응력을 받고 있으며, 이로 인해 지진 활동이 바뀔 수 있다는 우려가 나오고 있다. 또한 태평양판이 가라앉아 있는 곳 위의 육지에서 진원역 부근은 융기하고 있으며, 진원역 서쪽에서는 침강하고 있어 도호쿠에서 관동에 걸친 태평양 연안 전 지역이 일제히 지반 침하 현상이 일어나 2차 피해를 일으키고 있다. 진원에 가까운 지역일수록 이 지각변동 현상이 크게 일어나고 있는데, 연구에 따라서 진원 근처의 해저 지역은 동쪽으로 50m 이상 이동했다는, 세계 지진 관측 사상 유례없는 급격한 이동도 일어났다.
- 일본 국토지리원 추정에 따른 수직 방향의 최대 이동 지점은 미야기현 이시노마키시 아유카마하마(鮎川浜)의 전자기준점이 있는 "오시카 봉"(牡鹿)으로 1.14m 침강하였다.[237]
- 일본 국토지리원 추정에 따른 수평 방향의 최대 이동 지점은 미야기현 오나가와정 에지마의 이등삼각점이 있는 에노섬 지역으로 남동쪽으로 5.85m 이동했다.[237] 또한 이와테현 리쿠젠타카타시는 4.473m, 도쿄도 아다치구는 0.41m 이동했다. 이보다 더 멀리 떨어진 니가타현 무라카미시는 1.41m, 이시카와현 와지마시는 0.58m, 후쿠이현 가쓰야마시는 0.26m, 기후현 히다시는 0.33m 이동했다. 또한, 3월 12일 나가노현 북부 지진이 일어난 곳에서는 0.92m 정도 더 움직였다.[w]
- 일본 국토지리원 추정에 따르면 일본 좌표계의 기준이 되는 원점인 도쿄도 미나토구 아자부다이(아자부마미아나초)에 있는 일본경위도원점이 동쪽으로 약 27.67cm 이동했다. 일본 국회 앞마당에 있는 일본수준원점은 24mm 침강하였다.[x]
- 일본 우주항공연구개발기구의 육지 관측 기술 위성(ALOS) ‘다이치’ 레이다를 통하여 2010년 10월 28일의 지질과, 본진 4일 후인 2011년 3월 15일 촬영한 L대역 합성개구레이다 비교 연구에서도 일본 본토에 광범위한 지각 변동이 있었던 것이 확인되었다.[238]
- 일본 우주항공연구개발기구에서는 지진 피해 지역의 지구 관측 위성 사진을 공개하고 있다.[239] 또한 구글은 구글 어스와 구글 지도를 통해 일본 내 지진 피해 지역의 위성사진을 공개하고 있다.[240]
- 일본 해상보안청이 발표한 해저기준점(해저에 설치한 전자기준점) 데이터를 분석한 결과, 본진 진원역 바로 위에 있는 "미야기현 앞바다 1" 점이 동남동쪽으로 약 24m 이동하고 최대 3m 융기했다. 그 외에도 "미야기현 앞바다 2" 점은 동쪽으로 15m 이동하고 60cm 침강하였으며 "후쿠시마현 앞바다" 점은 동쪽으로 약 5m 이동하였다. "미야기현 앞바다 1" 점은 본진만으로 약 20m 정도 이동한 것으로 보이며, 이 값을 통해 해상에서의 지각 변동 이동은 육지의 약 4배 이상인 것으로 확인되었다(본진 3주 전과 3월 28-29일의 GPS 관측 비교[241]).
  - 미야기현 앞바다의 태평양판 이동은 본진 전에는 연간 8.3cm 정도였으나, 2012년 9월 이후에는 연간 18cm로 증가했다.[242]
- 일본 해양연구기구의 연구에 따르면 진원 인근의 해구 근처 지역이 남동-동남동쪽으로 50m, 위쪽으로 약 7-10m 정도 지각변동하였다고 발표했다.[183]

본진으로 일어난 지진 해일이 육지로 거슬러 올라온 것 외에도, 광범위한 지역에 지반 침하 현상이 일어나 도호쿠 지방 태평양 연안 지역이 일부 수몰되었다. 지진 해일 및 지반 침하로 수몰된 영역은 아오모리현부터 지바현까지 대략 561km2의 넓이 지역이다. 해안선이 수몰되면서 일부 지자체의 영역은 줄어들어 미래에 지도를 다시 그려야 한다는 주장도 나왔으나, 일본 국토지리원은 자연재해로 인한 영역 변경은 전례가 없는 일이라며, 피해 지역을 고려하여 당분간은 영역 갱신을 하지 않을 것이라고 발표했다. 일본 국토지리원은 2011년 4월 5일부터 10일까지 3개 현 13개 시정촌 28개 기준점, 삼각점, 전자기준점의 높이차를 분석하여 다음과 같은 침하 깊이를 발표하였다.
| 이와테현       | 이와테현       | 미야기현         | 미야기현       | 후쿠시마현 | 후쿠시마현     |
| 시정촌         | 지반 침하 깊이 | 시정촌           | 지반 침하 깊이 | 시정촌     | 지반 침하 깊이 |
| -------------- | -------------- | ---------------- | -------------- | ---------- | -------------- |
| 미야코시       | 0.50m          | 게센누마시       | 0.74m          | 소마시     | 0.29m          |
| 야마다정       | 0.53m          | 미나미산리쿠정   | 0.69m          |            |                |
| 오쓰치정       | 0.35m          | 오시카           | 1.2m           |            |                |
| 가마이시시     | 0.66m          | 이시노마키시     | 0.78m          |            |                |
| 오후나토시     | 0.73m          | 히가시마쓰시마시 | 0.43m          |            |                |
| 리쿠젠타카타시 | 0.84m          | 이와누마시       | 0.47m          |            |                |

지진 후에도 지각 변동이 계속해서 일어나, GEONET을 통한 조사에서 본진이 일어나자 침강한 이바라키현-미야기현 연안은 지진 2년 이후 다시 융기하여 부분적으로 회복하였으나, 산리쿠 북부 지역은 아직도 침강이 계속되고 있다. 이 '여효변동'은 본진보다 깊은 판 경계 지역에서 일어난 미끄럼으로 일어난 것이라고 추측하고 있으나, 그 융기하는 크기는 침강한 깊이보다는 작다. 도호쿠 지방 태평양 연안은 10만년 규모의 지질 데이터에서는 평균 0.5cm 융기하였다고 추정하고 있으나, 100만년 규모 지질 데이터 분석 결과 침강하고 있음이 나오고 있으며, 이번의 거대지진으로 대규모로 침강하면서 여효변동의 융기가 이를 상쇄하기는 어렵다는 연구가 나오고 있다.
본진 4년 후인 2015년 2월 GPS를 통한 지질 조사 결과에서는 지반이 상당히 많이 융기한 것으로 밝혀졌다. 침강한 깊이 그 이상으로 융기한 곳도 있어서, 어업 종사자들은 높은 암벽 지형에 어려움을 겪고 있다. 높이 순 주요 지점의 융기 높이는 다음과 같다.
- 38cm - 미야기현 이시노마키시 요리소하마
- 36cm - 미야기현 오나가와정 오나가와하마
- 32cm - 미야기현 히가시마쓰시마시 야마토
- 29cm - 미야기현 미나미산리쿠정 시쓰카와
- 21cm - 미야기현 게센누마시 사사가진
- 19cm - 이와테현 오후나토시 아카사키정

### 지구 자전의 영향

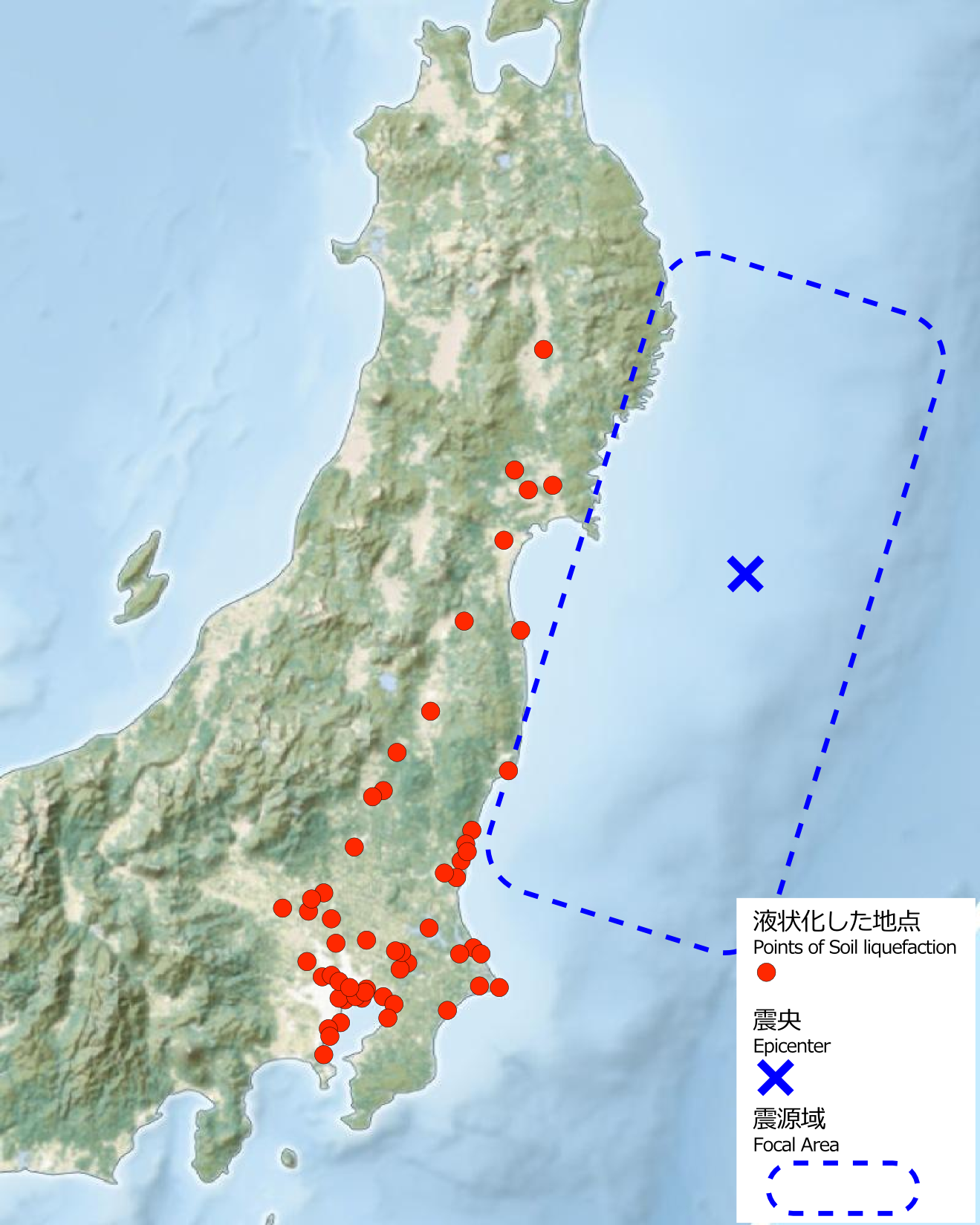
시미즈 건설사가 밝힌 일본 내 액상화 현상이 일어난 지점들

동일본대지진으로 지구의 자전축이 10cm에서 25cm정도 이동했다. 이 변화로 하루의 길이, 지구의 기울기가 약간 바뀌었고, 챈들러 요동이 일어났다. 지구 자전축이 바뀌면서 질량중심이 움직이며 지구의 관성 모멘트가 바뀌어 지구의 자전 속도가 빨라져, 하루의 길이(평균태양시)가 약 1.8µs(마이크로초) 짧아졌다.

### 부진동 현상
본진이 시작하고 나서부터 끝날 때까지 수 분 동안, 닫힌 수역의 수면이 느리면서 크게 요동치는 현상인 부진동, 세이시(Seiches)가 관측되었다. 일본 내 최소 2곳에서 이 현상을 관측했는데, 하나는 사이 호가 1-2분을 주기로 수면이 1m 정도 요동쳤으며 아시노호도 느린 주기로 수면이 1m 정도 요동쳤다. 이 현상이 일어난 원인은 장주기 지진동으로 인한 지각 변동 때문인 것으로 추측된다. 또한, 노르웨이 송네 피오르 가운데에 있는 레이캉에르도 이같은 현상이 관측되었으며, 캐나다 뉴펀들랜드섬에서도 같은 시기 우물의 수위가 급격하게 변동하였다.

### 화산 활동
도호쿠 지방, 간토 지방, 주부 지방, 이즈 제도를 중심으로 일본 각지의 화산 지형에서 화산성 지진이 일어나는 것이 관측되었으나 화산이 분화한다는 징조는 보이지 않고 점차 안정을 찾아갔다. 한편 지진 3일 후인 3월 14일 신모에 봉이 분화했으나, 동일본대지진과 연관이 있는지는 확인되지 않았다. 또한 871년 초카이산 분화, 1707년 후지산 분화(호에이 대분화), 1991년 피나투보산 분화, 2006년 므라피산 분화 등 역사적인 사건을 볼 때 분화가 일어날 가능성에 대해서도 주의하고 있다.

### 토지 액상화

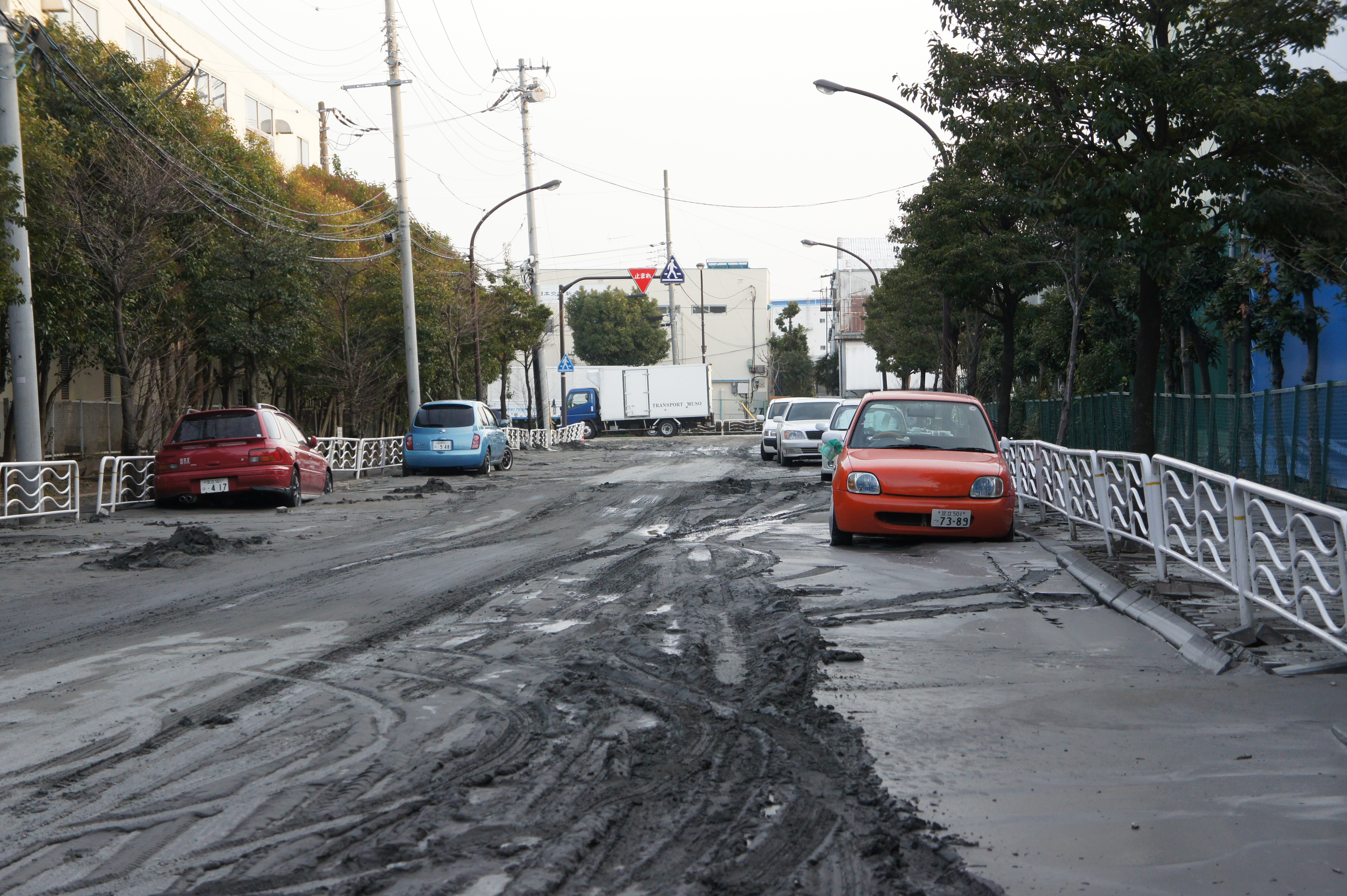
본진 이후 토지 액상화 현상이 일어나 물렁해진 도쿄도 고토구 신키바역 인근의 모습

본진이 일어난 후 도호쿠 지방의 광범위한 지역에 토지 액상화 현상이 일어났다. 액상화 규모가 매우 컸는데 영역 거의 대부분이 간척지로 이루어진 지바현 우라야스시가 나카마치, 신마치 지구를 중심으로 도시의 85%가 액상화 피해를 입는 것을 비롯하여, 도쿄만에 인접한 지바시, 후나바시시, 나라시노시, 도쿄도 고토구 신키바, 에도가와구, 미나토구, 주오구, 오타구, 가나가와현 요코하마시 가나자와구, 가와사키시 외에도 하천 주변을 개발한 저지대인 지바현 가토리시, 아비코시, 이바라키현 히타치나카시, 가미스시, 이타코시, 이나시키시, 사이타마현 구키시 남부, 미야기현 오사키시가 토지 액상화 피해를 입었다.
이번 지진에서 간토 지방의 흔들림 가속도(진동 크기) 자체는 크지 않았으나, 규모에 비례하는 형태로 장주기 지진동이 컸고 이 장주기 진동이 이후 오랫동안 계속된 큰 여진의 다발로 이어지면서 토지 액상화 현상이 커졌다고 분석하고 있다.
동일본대지진으로 토지 액상화가 일어난 피해 지역의 총 면적은 42km2로, 2011년 크라이스트처치 지진 당시 토지 액상화 피해 면적 34km2를 넘는 최악의 액상화 피해가 일어났다.

## 지진 해일

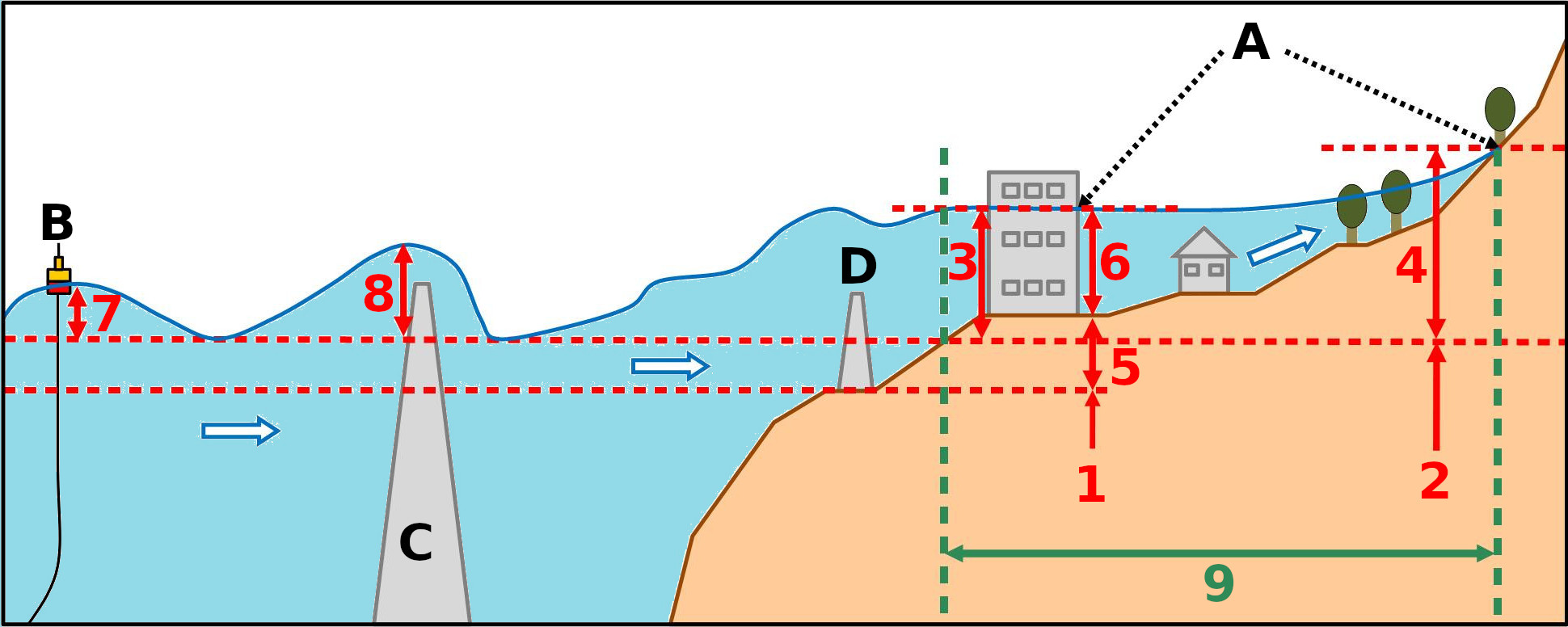
쓰나미 용어와 명칭 정리. 1 : 평상시 조수 높이. 2 : 쓰나미로 높아진 조수 높이. 3 : 쓰나미 조수 높이에서 방벽을 타고 높아진 쓰나미로 침수된 지역 높이(침수위). 4 : 쓰나미가 올라 탄 최대 높이(최대소상고). 5 : 건물 고도. 6 : 침수 깊이. 7 : 험조소 등에서 측정한 쓰나미 높이.

### 일본 국내

#### 쓰나미 경보

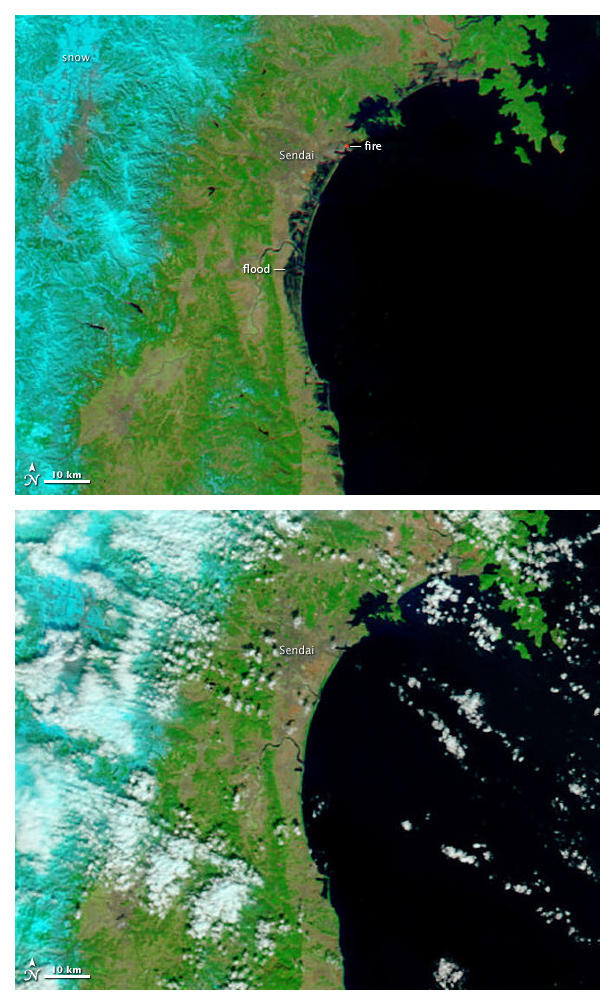
지진 전후 센다이만 주변의 해안선 변화 사진
(위) 3월 12일, 침수 후
(아래) 2월 26일, 침수 전

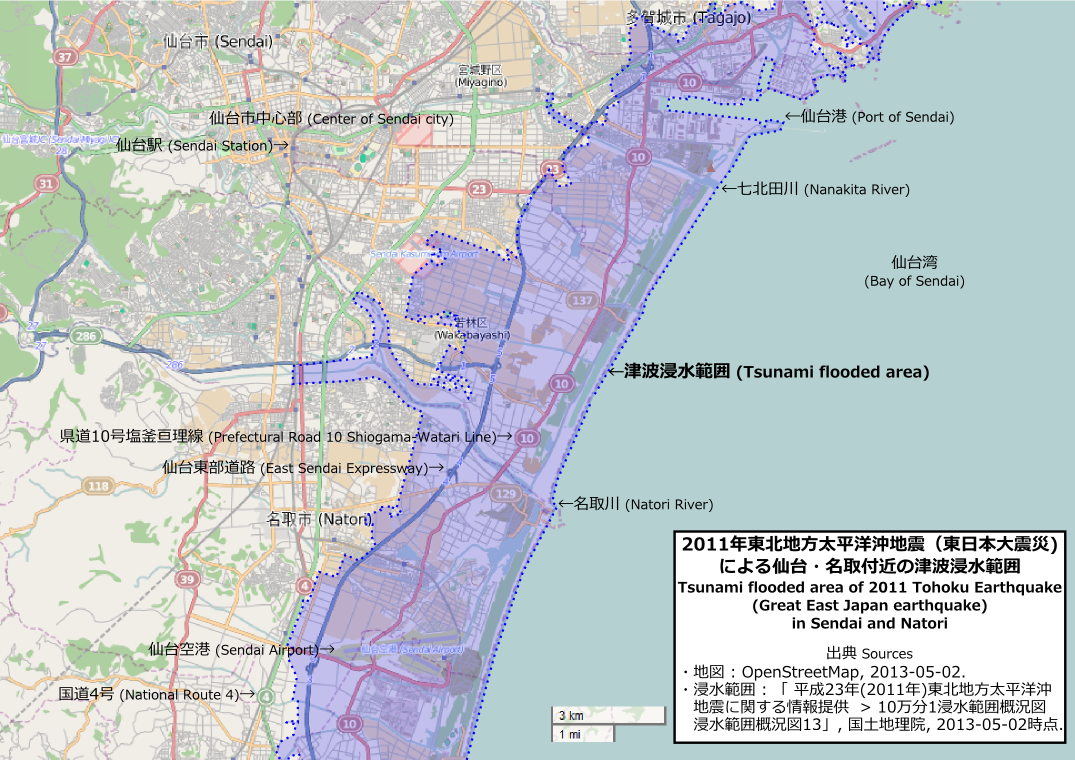
일본 국토지리원 조사에 근거한 센다이시, 나토리시의 해일 피해 범위 지도. 센다이평야는 내륙 4-6km 안 깊숙히까지 해일이 들어와 침수되었다.

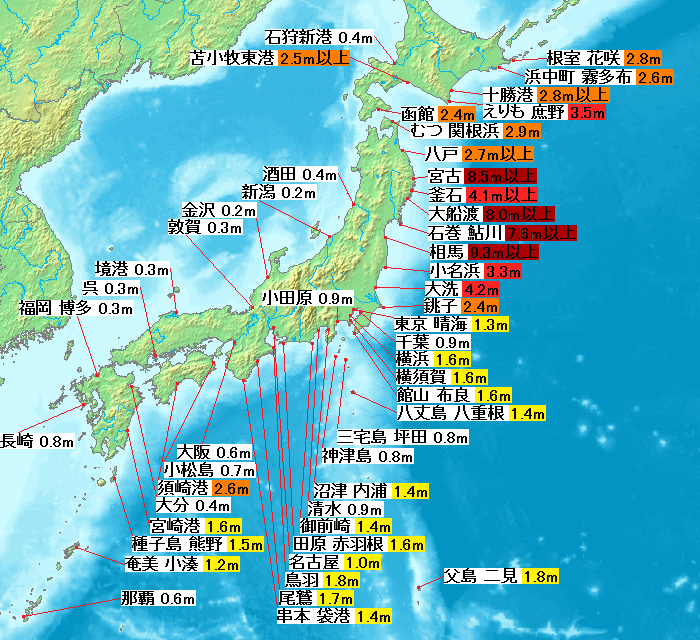
일본 전국 각지의 험조장, 험조소, 검조소에서 관측한 지진 해일의 높이.
이와테현, 미야기현, 후쿠시마현, 이바라키현 등 태평양 연안과 홋카이도 일부 지역은 3m가 넘는 지진 해일을 관측했다. 또한, 태평양 연안 지역 대부분에 1m의 지진 해일이 닥쳤다.

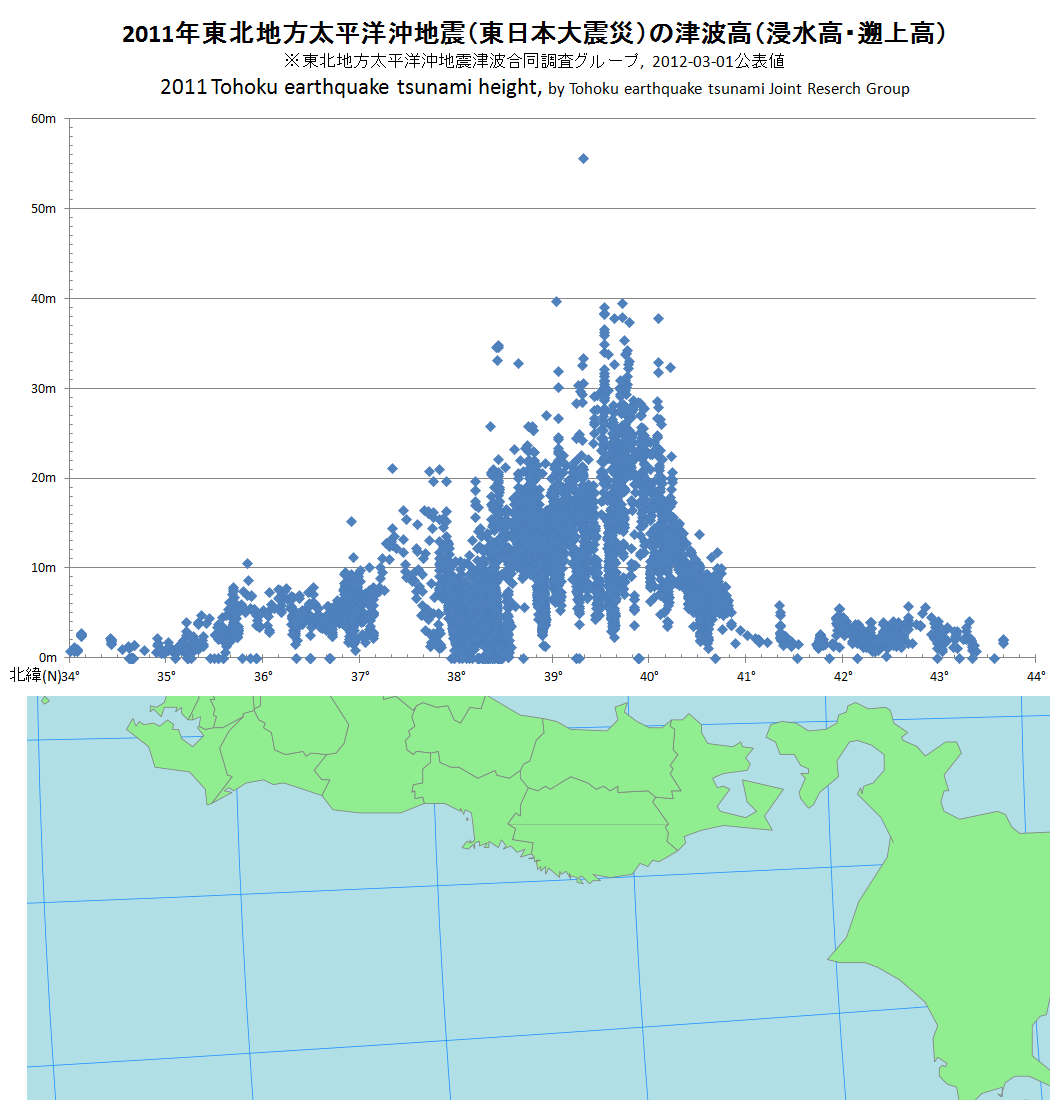
2012년 3월 1일 도호쿠 지방 태평양 해역 지진 합동조사위원회의 조사를 통해 추정한 일본 각지의 지진 해일 높이와 거슬러 오른 정도를 위도에 따라 기록한 분포 지도

지진이 일어난 후, 일본 기상청은 초기 추측한 규모 7.9라는 추정에 근거하여 흔들림이 계속되고 있는 가운데 14시 49분 이와테현, 미야기현, 후쿠시마현에 쓰나미경보(대쓰나미)를 내리고 기타 일본 전역의 태평양 연안 지역에는 쓰나미주의보를 내리며, 예측되는 해일 높이를 미야기현 6m, 이와테현과 후쿠시마현은 3m의 지진 해일이 닥칠 것이라고 예보했다. 하지만 실제로 닥친 지진 해일의 높이는 이를 한참 넘었다. 보통 지진이 일어난 지 15분 후면 나오는 모멘트 규모값도 이번 본진은 여러 문제로 인해 정확히 측정하지 못했고 그 결과 쓰나미 예보에도 큰 타격을 주었다. 또한 15시가 되면서 이와테현 곳곳의 해저 수압계는 5m의 쓰나미가 닥친다는 보고를 해주고 있었으나, 일본 기상청은 지침엔 해저수압계를 사용한다는 메뉴얼이 없어 이 정보를 그냥 무시하였다. 이후 수압계보다 더 육지 쪽에 설치된 GPS 파랑계와 연안의 조류발전소에서 예상을 훨씬 웃돋는 쓰나미를 관측하면서 15시 14분, 15시 30분 두 차례에 걸쳐 쓰나미경보, 쓰나미주의보 영역을 확장, 대치했다. 이와테현 가마이시시 앞바다의 GPS 파랑계는 15시 12분 6.7m의 쓰나미를 관측하고 있었고 메뉴얼에 따르면 해안엔 10m 이상 높이의 쓰나미가 닥칠 수 있는 값이였지만 15시 14분 경보 업데이트에서는 미야기현에서만 10m, 이와테현과 후쿠시마현에는 6m의 쓰나미만 닥칠 것이라고 예보했다. 15시 30분에는 이와테현에서 지바현 구주쿠리 해변, 미나미보소까지 영역에 10m의 쓰나미가 닥칠 것이라 예보하였으나, 이미 그 때에는 산리쿠 지역에 쓰나미가 덮친 이후였다.
3월 12일 오전 3시 20분에 태평양 연안 홋카이도부터 오가사와라 제도까지, 시코쿠와 아오모리현 동해 연안에 쓰나미경보(대쓰나미)가, 홋카이도 동해 연안 남부와 도쿄만 내항, 이세만, 세토 내해 일부, 규슈, 난세이 제도는 쓰나미경보가, 일본 동해 연안과 세토 내해 연안 일부엔 쓰나미주의보가 발령되는 등, 일본 연안 전 지역이 쓰나미주의보 이상의 쓰나미 경보가 발령되었다. 센다이시 미야기노구, 다이하쿠구, 와카바야시구, 아오모리현 태평양 연안 등 일본 전국 각지에 피난지시가 내려졌다. 일본 기상청은 본진 이틀이 지난 3월 13일 17시 58분이 되어서야 모든 쓰나미 경보, 주의보를 해제했다. 일본 기상청이 쓰나미경보(대쓰나미)를 발표한 사례는 대략 1년 만의 일(아오모리현, 이와테현, 미야기현에서는 1년, 홋카이도는 18년 만의 일)이었다.

#### 쓰나미 관측
동일본대지진으로 일본 근대 관측 사상 최대의 지진해일이 일어나면서, 홋카이도에서 지바현에 걸친 전 지역에 해일이 덮쳤다. 특히 이와테현, 미야기현, 후쿠시마현 3개 현에서는 해안 마을이 전부 해일이 덮쳐 수몰되었고, 센다이평야와 같은 해안 평야 지역은 해안선에서 수km 안쪽 내륙 지역도 광범위하게 물에 잠겼다. 또한 하천 연안 지역도 거슬러온 해일에 덮쳐 강가 주변 내륙도 물에 잠겼다. 육지를 덮친 높은 해일은 제방과 방조제를 넘어들어와 지상의 건축물과 구조물을 부수면서 밀고들어왔다. 구조물을 부수며 생긴 파편과 자동차 등의 쓰레기 더미가 내륙으로 들어오고 다시 빠져나간 후 뒤이어 덮친 해일에 다시 내륙으로 들어오는 과정이 반복되며 해안 마을을 완전히 파괴하였다. 여기에 진원지와 꽤 거리가 있고 정 반대편에 있는 동해 연안, 세토카이 내해 연안, 일본만 연안에도 지진해일이 닥쳤다. 일본 국토지리원이 항공사진 등을 통해 분석한 결과 아오모리현, 이와테현, 미야기현, 후쿠시마현, 이바라키현, 지바현 6개 현 62개 시정촌 561km2 영역이 쓰나미 피해를 입어 물에 잠겼다.

##### 관측한 쓰나미 높이
지진해일의 제1파는 지진이 일어난 시각과 거의 같은 시각에 진원지와 가까운 곳에서 수십cm의 높이로 관측되었는데, 육지와 가까운 곳에서 생긴 단층면으로 해일이 일어나 바로 닿았을 것으로 추측하고 있다. 하지만 일본 기상청은 이후 조사에서 가마이시항, 오후나토항, 이시노마키항, 소마항 4개 지점에서 관측한 해일은 지진으로 일어난 것인지 분간하기 어렵다는 결론을 내려 잠정치를 없애고 제1파 도달 시각도 "11일 오후 2시 경"에서 "불명"으로 발표했으며 앞으로 제1파 도달 시각을 정확하게 아는 것은 어렵다고 밝혔다. 미야코항은 오후 3시 1분 제1파인 1m 24cm의 해일을 관측했다.
험조소의 해일 측정을 통한 일본 각지의 쓰나미 높이는 이와테현 미야코시에서 8.5m 이상(15시 26분), 가마이시시에서 4.2m 이상(15시 21분), 오후나토시에서 8.0m(15시 18분) 이상, 미야기현 이시노마키시 아유카와에서 8.6m(15시 26분) 이상, 후쿠시마현 소마시에서 9.3m(15시 51분) 이상의 해일이 덮쳤다. 단, 도호쿠 지방의 험조소 해일관측기는 쓰나미가 닥친 후 여러 사정으로 파괴되거나 하여 데이터를 완전히 전송하지 못해, 중간 이후 쓰나미 높이 기록은 알 수 없다. 이 중 소마항의 경우에는 먼바다로 밀러나간 파도 이후 다시 닥쳐 들어온 파도의 높이도 기록되어 있으나, 일본 기상청은 이 기록 이후 해일 높이 기록이 다른 험조소처럼 측정되지 않은 채 파괴되었고 이보다 더 높은 해일이 들어닥쳤을 가능성도 있어 "9.3m 이상"이라고 표현했다. 이 밖에도 아오모리현 하치노에에서 4.2m(16시 57분, 일시적으로 높이가 출렁인 곳이 있음)를, 이바라키현 오라이에서 4.0m(16시 52분)의 해일을 기록했다. 후쿠시마현 이와키시 오나하마에서는 3.3m(15시 39분)을 기록했다. 진원지와 가까운 도호쿠 지방 외에도 홋카이도 태평양 연안에서 1-3.5m의 쓰나미를, 지바현-규슈 태평양 연안에서 1-3m의 쓰나미를, 동해 연안에서 1m 미만의 쓰나미를 관측했다.
일본 본토 앞바다에 설치된 GPS 파랑계는 15시 12분부터 19분 사이 이와테현 북부 앞바다-후쿠시마현 앞바다 지역에서 최대 높이를 관측했으며, 이 중 가장 높은 해일을 관측한 곳은 이와테현 남부 앞바다(가마이시시 앞바다)의 6.7m였다. 이 해일은 연안에서는 더 높아졌다. 이와테현 남부 앞바다에서는 최소 7번이나 쓰나미를 관측했다.
도호쿠 대학 교수 이마무라 후미히코(今村文彦)는 시뮬레이션을 통해 해일 때문에 토사가 깎여 쓰나미의 유속과 높이가 높아졌다고 주장하였다. 예를 들어 게센누마시의 높이 8m 해일이 토사의 영향으로 16m로 높아졌으며, 리쿠젠타카타시에서는 들어오는 해일의 속도가 1.5배로, 빠져나가는 해일의 속도가 2배가 되었다.
또한 진원지의 파원으로 발생한 쓰나미에 더해서 태평양 반대편 남미에서 반사된 장주기 해일(30-60분)이 지진이 일어난지 50시간 후 다시 일본 본토를 덮치는 것도 기록되었다.

##### 추측되는 쓰나미 높이
일본기상협회에서는 이와테현 미야코시에서 후쿠시마현 소마시까지 연안의 쓰나미 높이(해상의 해일 높이)가 약 8-9m라고 주장했다. 한편 해안과 가까운 육상의 침수 흔적의 높이를 통해 이와테현에서 미야기현 오시카반도까지 산리쿠 연안에서 10-15m의 쓰나미가, 센다이만 지역에서 8-9m의 쓰나미가 들이닥친 것으로 추정했다. 리쿠젠타카타시, 미나미산리쿠정, 미야코시에서는 건물 4, 5층까지도 침수한 곳이 있었다. 쓰나미의 소상 높이(경사면을 거슬러 올라간 높이)는 산리쿠 연안에서 최대 30m까지도 나왔다. 일본 전국쓰나미합동조사팀의 조사에 따르면, 쓰나미의 높이가 가장 높았던 곳은 이와테현 오후나토시의 료리만으로 최대 40.1m의 쓰나미가 덮친 것으로 추정했다. 이 높이는 메이지 산리쿠 해역 지진 당시 쓰나미의 최대 높이인 38.2m(오후나토시 아야사토구)를 뛰어넘는 높이로 야에야마 지진(당시 류큐 왕국)을 제외하면 일본에서 기록된 가장 높은 쓰나미이다. 또한, 도쿄 대학 지진연구소 쓰지 요시노부 교수는 미야기현 오나가와정의 가사가이섬의 쓰나미 높이가 43m에 달했을 것이라고 주장했다. 이 외에도 미야코시 다로 지구 고보리나이 어항 근처에서 37.9m, 이와테현 노다촌에서 37.8m, 미야기현 오나가와정에서 34.7m, 오후나토시 산리쿠정 아야사토에서 30.1m의 쓰나미가 덮쳤다. 2012년 2월 도쿄 대학 대학원 교수 사토 신지(佐藤愼司)와 후쿠시마현의 합동조사에 따르면 후쿠시마현 경계 지역인 도미오카정에 20.1m의 쓰나미가 덮친 것으로 추정했다.

#### 쓰나미 파형의 발생 구조
이와테현 북부 앞바다에서 미야기현 북부 앞바다의 GPS 파랑계에서는 해수면이 가장 높은 해일이 들어닥치기 수 분 전부터 조금 상승하였으며 그 직후 높고 날카로운 파형이 나타났다. 또, 오나가와정 앞바다의 파고계에서는 15시 16분에 +5.77m를 기록했으나, 15시 23분 -5.05m를 기록하며 크기 약 11m의 파도가 들이닥쳤다. 가마이시 앞바다에 설치된 해저케이블식 수압계의 해수면 변동 기록(TM1, TM2)에서는 해수면이 2m 정도 상승한 후 약 11분 후에는 3m 정도 해수면이 급상승했다. 처음 일어난 완만한 높이의 해일은 판 경계의 비교적 깊은 곳에서 일어난 단층 활동으로 생겨난 것이며, 이후 만들어진 급경사의 높은 해일은 해구 근처 얉은 곳의 대규모 단층 파괴로 생겨난 것으로 추측한다.
한편, 이 두가지 서로 다른 해일은 다른 파원에서 발생했다는 추정도 나왔다. 해저 전위자력 관측 결과에서 긴 파장의 완만한 높이 해일은 미야기현 앞바다의 포괄적인 단층의 미끄럼으로 발생했으며, 짧은 파장의 큰 높이 해일은 진원에서 약 100km정도 떨어진 북동쪽 해구 부근이 파원으로 추측되고 있으며, 이곳은 메이지 산리쿠 해역 지진 당시 해일이 일어났던 파원으로 추정되는 곳이다. 이중 단파장 해일은 진원에서 약 150km 떨어진 북동쪽 일본 해구에서 일어난 해저 산사태로 일어났을 수도 있으며, 이 때문에 쓰나미가 거대해졌을 수도 있다. 또한, 일본 해양연구개발기구의 조사에 따르면 지진의 단층으로 추정되던 해구 주변의 지형 변형을 조사한 결과, 해저 산사태가 있었을 가능성이 높다고 발표했다.

#### 일본 각지의 쓰나미 피해
15m가 넘는 쓰나미가 닥쳤던 미야기현 오나가와정에서는 철근 콘크리트 건물의 기초 부분이 땅에서 빠져 옆으로 넘어지는 세계적으로도 드문 현상도 일어났다. 정 행정기관 측에서는 이 쓰러진 건물은 피해 자료로 보존할 계획을 가졌으나, 후에 해체되었다.
도호쿠 대학의 이마무라 후미히코(今村文彦) 교수는 NHK가 센다이시 와카바야시구에서 촬영한 쓰나미 영상을 분석하여 해일의 속도가 내륙 1km 지점에서 6m/s, 20km/h 이상이었다고 주장했다. 나토리 강에서는 해일이 육지에서의 2배의 속도로 역류하여 제방에서 물이 흘러넘치는 속도가 빨라졌으며 이 때문에 내륙 6km 지점까지 물이 들어오고 강변 마을이 침수 피해를 입었다. 또한 이마무라 교수는 지바현 아사히시 이오카치구에서 17시 26분 '엣지파' 현상으로 7.6m의 해일이 덮친 것을 관측했다고 말했다.
센다이평야의 나토리강, 나루세강, 아부쿠마강, 나나키타강 등의 하천은 수km까지 해일이 거슬러 올라갔다. 기타카미강에서는 하천 수위 데이터 분석 결과 하구에서 약 50km 지점까지 거슬러 올라간 것으로 밝혀졌다. 도카치강도 하구에서 약 13km 상류까지 해일이 거슬러 올라갔다. 간토 지방에서는 해일이 도네강의 하구에서 40km 상류 지점까지 거슬러 올라갔으며, 아라카와강은 하구에서 약 28km 상류까지 해일이 거슬러 올라왔다.
이와테현 미야코시 다로정은 1960년 칠레 지진 당시 마을을 지켰다고 하는 높이 10m, 총연장 2433m의 초대형 방조제를 해일이 그냥 타고 넘어가 580m 길이 구간이 부서졌다. 이와테현 가마이시시의 기네스 세계 기록에 '세계 최고 높이의 방파제'로 인정받는 길이 2km, 높이 63m의 방파제인 가마이시항 입구 방파제가 지진해일로 전체의 70%가 붕괴하였으나 가마이시 시가지의 침수를 6분 지연시켰다. 같은 이와테현의 후다이촌은 높이 15.5m, 길이 155m의 후다이 수문 덕분에 마을 해안지역이 침수되지 않아 마을 사망자 0명, 실종자 1명이라는 매우 적은 피해만을 입었다. 한편 가마이시시 도니정 시라하마의 파괴된 방조제는 다가오는 해일의 힘을 약화시킬 능력은 가지고 있었으나 예상한 유속보다 더 빠른 유속으로 방조제 갑문이 파괴되고 마을이 침수되었다.
일본 시코쿠 지역인 도쿠시마현에서도 3 m가 넘는 쓰나미가 덮쳐 해상에 설치한 양식장 뗏목이 떠내려가는 피해가 있었다.
이후 여진이 이어지며 종종 해일주의보와 해일경보가 발령되었다. 2011년 7월 10일 오전 9시 57분경 산리쿠가 진원인 규모 M7.3, 최대진도 4의 여진은 본진 이후 처음으로 쓰나미를 관측한 여진이다. 이 여진으로 이와테현 오후나토정과 후쿠시마현 소마시에 10cm의 쓰나미가 덮쳤다.
| 쓰나미경보, 쓰나미주의보의 발표 시간 및 변경 추이, 관측된 험조소의 최대 쓰나미 높이 | 쓰나미경보, 쓰나미주의보의 발표 시간 및 변경 추이, 관측된 험조소의 최대 쓰나미 높이 | 쓰나미경보, 쓰나미주의보의 발표 시간 및 변경 추이, 관측된 험조소의 최대 쓰나미 높이 | 쓰나미경보, 쓰나미주의보의 발표 시간 및 변경 추이, 관측된 험조소의 최대 쓰나미 높이 | 쓰나미경보, 쓰나미주의보의 발표 시간 및 변경 추이, 관측된 험조소의 최대 쓰나미 높이 | 쓰나미경보, 쓰나미주의보의 발표 시간 및 변경 추이, 관측된 험조소의 최대 쓰나미 높이 | 쓰나미경보, 쓰나미주의보의 발표 시간 및 변경 추이, 관측된 험조소의 최대 쓰나미 높이 | 쓰나미경보, 쓰나미주의보의 발표 시간 및 변경 추이, 관측된 험조소의 최대 쓰나미 높이 | 쓰나미경보, 쓰나미주의보의 발표 시간 및 변경 추이, 관측된 험조소의 최대 쓰나미 높이 | 쓰나미경보, 쓰나미주의보의 발표 시간 및 변경 추이, 관측된 험조소의 최대 쓰나미 높이 | 쓰나미경보, 쓰나미주의보의 발표 시간 및 변경 추이, 관측된 험조소의 최대 쓰나미 높이 | 쓰나미경보, 쓰나미주의보의 발표 시간 및 변경 추이, 관측된 험조소의 최대 쓰나미 높이 |
| --- | ----------------------------------------------------------------------------------- | ----------------------------------------------------------------------------------- | ----------------------------------------------------------------------------------- | ----------------------------------------------------------------------------------- | ----------------------------------------------------------------------------------- | ----------------------------------------------------------------------------------- | ----------------------------------------------------------------------------------- | ----------------------------------------------------------------------------------- | ----------------------------------------------------------------------------------- | ----------------------------------------------------------------------------------- | ----------------------------------------------------------------------------------- |
| 쓰나미경보(대쓰나미)가 발표된 예보 구역. 쓰나미의 높이(m) 표기 중, 일반 글씨는 쓰나미주의보 발효 구역, 굵은 글씨는 쓰나미경보 발효 구역, 가장 큰 글씨는 쓰나미경보(대쓰나미)가 발효된 구역이다. "10m<"은 쓰나미 높이가 10m 이상인 곳이다. "N"은 경보 이하의 쓰나미가 닥친 곳으로 예상 쓰나미 높이가 없다. "－"은 전에서 이어진다는 의미이다. |                                                                                     |                                                                                     |                                                                                     |                                                                                     |                                                                                     |                                                                                     |                                                                                     |                                                                                     |                                                                                     |                                                                                     |                                                                                     |
| 예보 구역 | 3월 11일                                                                            | 3월 11일                                                                            | 3월 11일                                                                            | 3월 11일                                                                            | 3월 11일                                                                            | 3월 11일                                                                            | 12일                                                                                | 12일                                                                                | 13일                                                                                | 13일                                                                                | 험조소의 최대 진폭 및 그 시각 (날짜가 없으면 11일의 기록)                           |
| 예보 구역 | 지진 발생 14:46                                                                     | 14:49                                                                               | 15:14                                                                               | 15:30                                                                               | 16:08                                                                               | 22:53                                                                               | 13:50                                                                               | 20:20                                                                               | 07:30                                                                               | 17:58                                                                               | 험조소의 최대 진폭 및 그 시각 (날짜가 없으면 11일의 기록)                           |
| 홋카이도 태평양 연안 동부 | 지진 발생 14:46                                                                     | 0.5m                                                                                | 1m                                                                                  | 3m                                                                                  | 6m                                                                                  | －                                                                                  | N                                                                                   | N                                                                                   | －                                                                                  | 해제                                                                                | 네무로시 하나사키 286cm (15:57)                                                     |
| 홋카이도 태평양 연안 중부 | 지진 발생 14:46                                                                     | 1m                                                                                  | 2m                                                                                  | 6m                                                                                  | 8m                                                                                  | －                                                                                  | N                                                                                   | N                                                                                   | －                                                                                  | 해제                                                                                | 에리모정 쇼아 3.5m (15:44)                                                          |
| 홋카이도 태평양 연안 서부 | 지진 발생 14:46                                                                     | 0.5m                                                                                | 1m                                                                                  | 4m                                                                                  | 6m                                                                                  | －                                                                                  | N                                                                                   | N                                                                                   | －                                                                                  | 해제                                                                                | 도마코마이 동항 246cm (16:17) 이상                                                  |
| 아오모리현 동해 연안 | 지진 발생 14:46                                                                     | 0.5m                                                                                | 1m                                                                                  | 2m                                                                                  | 3m                                                                                  | －                                                                                  | N                                                                                   | 해제                                                                                |                                                                                     |                                                                                     |                                                                                     |
| 아오모리현 태평양 연안 | 지진 발생 14:46                                                                     | 1m                                                                                  | 3m                                                                                  | 8m                                                                                  | 10m<                                                                                | －                                                                                  | －                                                                                  | N                                                                                   | N                                                                                   | 해제                                                                                | 하치노헤 4.2m (16:57) 이상                                                          |
| 이와테현 | 지진 발생 14:46                                                                     | 3m                                                                                  | 6m                                                                                  | 10m<                                                                                | －                                                                                  | －                                                                                  | －                                                                                  | N                                                                                   | N                                                                                   | 해제                                                                                | 미야코 8.5m (15:26) 이상 오후나토 8.0m (15:18) 이상 가마이시 4.2m (15:21) 이상      |
| 미야기현 | 지진 발생 14:46                                                                     | 6m                                                                                  | 10m<                                                                                | －                                                                                  | －                                                                                  | －                                                                                  | －                                                                                  | N                                                                                   | N                                                                                   | 해제                                                                                | 이시노마키시 아유카와 8.6m (15:26) 이상                                             |
| 후쿠시마현 | 지진 발생 14:46                                                                     | 3m                                                                                  | 6m                                                                                  | 10m<                                                                                | －                                                                                  | －                                                                                  | －                                                                                  | N                                                                                   | N                                                                                   | 해제                                                                                | 소마 9.3m (15:51) 이상 이와키시 오나하마 3.3m (15:39)                               |
| 이바라키현 | 지진 발생 14:46                                                                     | 2m                                                                                  | 4m                                                                                  | 10m<                                                                                | －                                                                                  | －                                                                                  | N                                                                                   | N                                                                                   | －                                                                                  | 해제                                                                                | 오아라이 4.0m (16:52)                                                               |
| 지바현 구주쿠리, 미나미보소 | 지진 발생 14:46                                                                     | 2m                                                                                  | 3m                                                                                  | 10m<                                                                                | －                                                                                  | －                                                                                  | N                                                                                   | －                                                                                  | －                                                                                  | 해제                                                                                | 조시 2.5m (17:22)                                                                   |
| 이즈 제도 | 지진 발생 14:46                                                                     | 1m                                                                                  | 2m                                                                                  | 4m                                                                                  | 6m                                                                                  | －                                                                                  | N                                                                                   | －                                                                                  | －                                                                                  | 해제                                                                                | 하치조 섬 야에제 1.4m（12일 2:48）                                                  |
| 오가사와라 제도 | 지진 발생 14:46                                                                     | 0.5m                                                                                | 1m                                                                                  | 2m                                                                                  | 4m                                                                                  | －                                                                                  | N                                                                                   | －                                                                                  | －                                                                                  | 해제                                                                                | 지치 섬 후타미 182cm (16:46)                                                        |
| 지바현 만 지역 | 지진 발생 14:46                                                                     | 0.5m                                                                                | 1m                                                                                  | 2m                                                                                  | 4m                                                                                  | －                                                                                  | N                                                                                   | －                                                                                  | 해제                                                                                |                                                                                     | 다테야마시 메라 172cm (17:06)                                                       |
| 사가미 만, 미우라 반도 | 지진 발생 14:46                                                                     | 0.5m                                                                                | －                                                                                  | 2m                                                                                  | 3m                                                                                  | －                                                                                  | N                                                                                   | 해제                                                                                |                                                                                     |                                                                                     | 오다와라 94cm (15:49)                                                               |
| 시즈오카현 | 지진 발생 14:46                                                                     | 0.5m                                                                                | －                                                                                  | 2m                                                                                  | 3m                                                                                  | －                                                                                  | N                                                                                   | －                                                                                  | 해제                                                                                |                                                                                     | 오마에자키 144cm (17:19)                                                            |
| 와카야마현 | 지진 발생 14:46                                                                     | 0.5m                                                                                | －                                                                                  | 2m                                                                                  | 3m                                                                                  | －                                                                                  | N                                                                                   | N                                                                                   | －                                                                                  | 해제                                                                                | 구시모토정 부쿠로항 151cm（12일 1:32）                                              |
| 도쿠시마현 | 지진 발생 14:46                                                                     | 0.5m                                                                                | －                                                                                  | 2m                                                                                  | 3m                                                                                  | －                                                                                  | N                                                                                   | －                                                                                  | 해제                                                                                |                                                                                     | 도쿠시마 유키 115cm (20:28)                                                         |
| 고치현 | 지진 발생 14:46                                                                     | 0.5m                                                                                | －                                                                                  | 2m                                                                                  | －                                                                                  | 3m                                                                                  | N                                                                                   | N                                                                                   | －                                                                                  | 해제                                                                                | 스자키항 278cm (20:59)                                                              |

### 일본 국외
지진 발생 1시간 45분 후인 하와이 현지 시각 기준 3월 10일 21시 31분에 태평양 지진해일 경보 센터가 미국 하와이에 지진해일 경보를 발령했다. 이 외에도 태평양 지진해일 경보 센터는 러시아, 뉴질랜드, 남미의 칠레를 포함한 태평양 연안의 50개 국가, 지역에 지진해일 경보를 발령했다. 러시아에서는 쿠릴 열도 해안 거주민 11,000명을 대피시켰다. 일본의 정반대편에 있는 중남미 태평양 국가들은 높은 지진해일이 덮칠 우려가 있다며 시민들에게 주의를 당부했다. 연안 지역과 도서 지역엔 지진 해일을 우려하여 피난명령이 내려지기도 했다.
미국 지진해일 경보 센터는 캘리포니아주 해안 일부, 오리건주 해안 전역, 알래스카주 서부 해안에 쓰나미 경보를 내렸다. 워싱턴주, 캘리포니아주 해안 일부, 알래스카주 일부, 캐나다 브리티시컬럼비아주에선 쓰나미 주의보를 내렸다. 캘리포니아와 오리건주에선 최대 2.4m의 지진해일을 관측했으며 일부 항구가 지진 해일의 피해로 파괴되었다. 특히 미국 오리건주의 커리군은 부르킹스 항구 파괴를 포함하여 700만 달러의 피해를 입었으며 커리군은 미국 연방재난관리청(FMEA)의 백만 달러 긴급 원조금을 받았다. 밴쿠버섬에도 최대 1m의 지진해일이 덮쳐 일부 배가 떠내려가는 피해를 입었으며 긴급 피난이 이뤄졌다.
필리핀에서는 동부 해안에서 최대 0.5m의 해일이 덮쳤다. 인도네시아에서도 일부 해안에 해일이 덮쳐 자야푸라에선 19명이 집을 잃어 난민이 되었다. 파푸아뉴기니 동세픽주의 주도인 웨와크에선 보람 병원의 환자 100여명이 대피하였으며 400만 달러의 피해를 입었다. 미드웨이 환초엔 1.5m 높이의 해일이 환초 해안가를 덮쳐 미드웨이 환초 국립자연보호구역의 바닷새 11만 마리가 폐사하였다. 통가, 뉴질랜드, 미국령 사모아 및 괌 등의 지역에선 낮은 높이의 해일이 지나가 큰 피해를 입지 않았다.
유럽 우주국의 엔비셋(Envisat) 인공위성이 촬영한 사진에서 남극 설즈버거만에 있는 설즈버거 빙붕 인근 해상(남위 77도, 서경 148도)에 길이 9.5km, 폭 6.5km, 높이 80m의 빙산이 표류하고 있던 것이 밝혀졌는데, 2011년 8월 9일 NASA의 발표에서 이 빙산은 지진에 따른 높이 0.3m의 쓰나미가 빙붕을 파괴하여 거대한 빙산이 만들어진 것으로 확인되었다.
대한민국에서는 지진 발생 후 수분 만에 울릉도와 동해안 일부 지역에서 약 0.1 m의 약한 쓰나미가 관측되었고, 일본 남쪽을 거쳐온 지진해일이 제주도와 남해안에 최대 0.2~0.3 m의 파고를 기록하였다. 대한민국에서 이 지진의 쓰나미로 발생한 피해는 없었다.
| 나라, 지역                          | 피난명령 | 쓰나미경보 | 쓰나미 높이       | 사상자           | 출처                            |
| ----------------------------------- | -------- | ---------- | ----------------- | ---------------- | ------------------------------- |
| 타이완                              | 예       | 예         | 0.1 m             | 0명              | [ 352 ] [ 353 ]                 |
| 뉴질랜드                            | 아니오   | 예         | 0.4 m             | 0명              | [ 354 ]                         |
| 미국 괌                             | 예       | 예         | 0.4 m             | 0명              | [ 355 ] [ 356 ] [ 357 ]         |
| 미국 북마리아나 제도                | 예       | 예         | 0.4 m             | 0명              | [ 355 ] [ 356 ]                 |
| 미국 하와이 (대부분의 지역)         | 예       | 예         | 2.1 m             | 0명              | [ 358 ] [ 359 ] [ 353 ]         |
| 미국 미드웨이섬                     | 아니오   | 아니오     | 1.5 m             | 0명              | [ 360 ]                         |
| 미국 하와이 마우이섬                | 예       | 예         | 2.1 m             | 0명              | [ 360 ] [ 361 ]                 |
| 미국 알래스카주 셰미아섬            | 예       | 예         | 1.5 m             | 0명              | [ 360 ]                         |
| 미국 알래스카주 알류샨 열도         | 예       | 예         | 1.5 m             | 0명              | [ 360 ]                         |
| 미국 하와이섬 코나구                | 예       | 예         | 3.7 m             | 0명              | [ 360 ]                         |
| 미국 웨이크섬                       | 예       | 예         | 1.8 m             | 0명              | [ 357 ] [ 360 ]                 |
| 미국 캘리포니아주                   | 예       | 예         | 2 m               | 1명              | [ 362 ] [ 363 ] [ 353 ]         |
| 필리핀 (대부분 지역)                | 예       | 예         | 1 m               | 0명              | [ 343 ] [ 364 ] [ 353 ]         |
| 팔라우 (일부 지역)                  | 예       | 예         | 0.11 m            | 0명              | [ 357 ] [ 343 ]                 |
| 투발루 나누메아 환초                | 예       | 예         | 0.0/작은 파도 2회 | 0명              | [ 365 ]                         |
| 인도네시아 말루쿠 제도 북술라웨시주 | 예       | 예         | 0.1 m             | 0명              | [ 352 ] [ 343 ] [ 364 ] [ 353 ] |
| 인도네시아 파푸아주                 | 예       | 예         | 1.5 m             | 1명 (실종자 5명) | [ 366 ]                         |
| 러시아 오호츠크해 연안              | 불명     | 불명       | 3.3 m             | 0명              | [ 367 ]                         |
| 러시아 쿠릴 열도                    | 예       | 예         | 3.3 m             | 0명              | [ 353 ] [ 367 ] [ 368 ]         |
| 멕시코 태평양 연안                  | 불명     | 예         | 0.7 m             | 0명              | [ 369 ]                         |
| 캐나다 브리티시컬럼비아주           | 예       | 예         | 0.5 m             | 0명              | [ 370 ]                         |
| 프랑스령 폴리네시아 타히티섬        | 예       | 예         | 0.4 m             | 0명              | [ 371 ] [ 372 ]                 |
| 프랑스령 폴리네시아 마르키즈 제도   | 예       | 예         | 3.0 m             | 0명              | [ 373 ]                         |
| 페루 칼라오                         | 예       | 예         | 1.66 m            | 0명              | [ 374 ]                         |
| 칠레 이스터섬                       | 예       | 예         | 0.3 m             | 0명              | [ 375 ]                         |
| 칠레 아리카                         | 예       | 예         | 0.91 m            | 0명              | [ 374 ]                         |

### 태평양 반사파 쓰나미
태평양을 건너온 쓰나미는 정반대편의 남미에 도착해 칠레 타루마와노 관측소에서 2m의 쓰나미를 관측했다. 이 쓰나미의 반사파가 다시 일본으로 돌아와, 지진 47-48시간 후에 일본 오나하마, 오와세, 구시모토 험조소에서 30-60cm의 해일을 관측했다.

## 긴급지진속보
| 순서 | 발표 시각        | 경과 시간 (초) | 북위 | 동경  | 깊이 | Mj  | 최대진도 | 비고                                                  |
| ---- | ---------------- | -------------- | ---- | ----- | ---- | --- | -------- | ----------------------------------------------------- |
| 1    | 14시 46분 45.6초 | 5.4            | 38.2 | 142.7 | 10km | 4.3 | 1        | 최대 진도 1 이상으로 추정                             |
| 2    | 14시 46분 46.7초 | 6.5            | 38.2 | 142.7 | 10km | 5.9 | 3        | 최대 진도 3 이상으로 추정                             |
| 3    | 14시 46분 47.7초 | 7.5            | 38.2 | 142.7 | 10km | 6.8 | 4        |                                                       |
| 4    | 14시 46분 48.8초 | 8.6            | 38.2 | 142.7 | 10km | 7.2 | 5약      | 최대 진도 5 이상으로 추정. 일반인용 긴급지진속보 발표 |
| 5    | 14시 46분 49.8초 | 9.6            | 38.2 | 142.7 | 10km | 6.3 | 4        |                                                       |
| 6    | 14시 46분 50.9초 | 10.7           | 38.2 | 142.7 | 10km | 6.6 | 4        |                                                       |
| 7    | 14시 46분 51.2초 | 11.0           | 38.2 | 142.7 | 10km | 6.6 | 4        |                                                       |
| 8    | 14시 46분 56.1초 | 15.9           | 38.1 | 142.9 | 10km | 7.2 | 4        |                                                       |
| 9    | 14시 47분 02.4초 | 22.2           | 38.1 | 142.9 | 10km | 7.6 | 5약      |                                                       |
| 10   | 14시 47분 10.2초 | 30.0           | 38.1 | 142.9 | 10km | 7.7 | 5약      |                                                       |
| 11   | 14시 47분 25.2초 | 45.0           | 38.1 | 142.9 | 10km | 7.7 | 5약      |                                                       |
| 12   | 14시 47분 45.3초 | 65.1           | 38.1 | 142.9 | 10km | 7.9 | 5강      |                                                       |
| 13   | 14시 48분 05.2초 | 85.0           | 38.1 | 142.9 | 10km | 8.0 | 5강      |                                                       |
| 14   | 14시 48분 25.2초 | 105.0          | 38.1 | 142.9 | 10km | 8.1 | 6약      |                                                       |
| 15   | 14시 48분 37.0초 | 116.8          | 38.1 | 142.9 | 10km | 8.1 | 6약      |                                                       |

일본 기상청은 14시 46분 40.2초 이시노마키 오우리 관측점에서 초기 진동(P파)를 감지한 지 5.4초 후인 14시 46분 46.7초에 예보 제1보를 발표하였으며, 8.6초 후에는 미야기현, 이와테현, 아키타현, 야마가타현, 후쿠시마현에 일반용 긴급지진속보를 발표했다. 진도7을 관측한 구리하라시에서는 긴급지진속보 발표부터 S파 도달까지 약 15초 간격이 있었다. 하지만 지진 발생시 발표한 긴급지진속보는 예측 진도와 실제 진도 차이가 컸으며, 진도 5약 이상의 강한 흔들림이 있었던 아오모리현, 간토 고신에쓰 지방에는 일반인용 긴급지진속보가 발표되지 않았으며 이 지역에서 송출되는 민방 텔레비전, 라디오 프로그램, 휴대전화 긴급문자 등으로 지진 알림이 오지 않았다. 또한 지진 감지 5.4초 후에 발표된 예보 제1보는 Mj 4.3에 최대진도 1이라는 과소평과된 예측을 내보냈으며 일반인용 긴급지진속보를 발표한 건 지진 감지 8.6초 후 규모 M7.2로 추정한 예보 제4보부터였다.
일본 기상청의 기상연구소는 이같은 과소평가의 원인으로 최대 진폭이 추정 진도 한계까지 도달한 것, 진원역의 확대를 고려하지 못했던 것, 지진의 첫 진폭이 과거 사례에 비해 매우 작았던 것 등으로 발생했다고 분석했다. 또한, 속보 제14보에서 이바라키 현 북부도 진도 5약 이상이 예상되었으나 경보 갱신 조건인 60초 이내를 넘어섰기 때문에 이같은 내용이 발표되지 않았다.
본진 후 긴급지진속보가 지진을 과도하게 예측되거나 강한 지진에서도 긴급지진속보가 발표되지 않는 등의 오류가 발생하였다. 일본 기상청은 이 현상의 원인이 다른 장소에서 거의 동시에 일어난 여러 지진을 하나의 지진으로 처리해버리는 오류가 일어났으며, 정전이나 통신망 두절로 데이터 처리에 사용할 지진계의 수가 급감했기 때문이라고 발표했다. 이 문제에 대해 일본 기상청은 거의 동시에 일어난 지진 중 긴급지진속보(경보) 발표 대상이 아닌 소규모 지진을 계산대상에서 제외하여 서로 다른 2개의 지진을 하나의 지진으로 처리하는 빈도를 줄이는 테스트를 하였다.

## 피해 및 영향

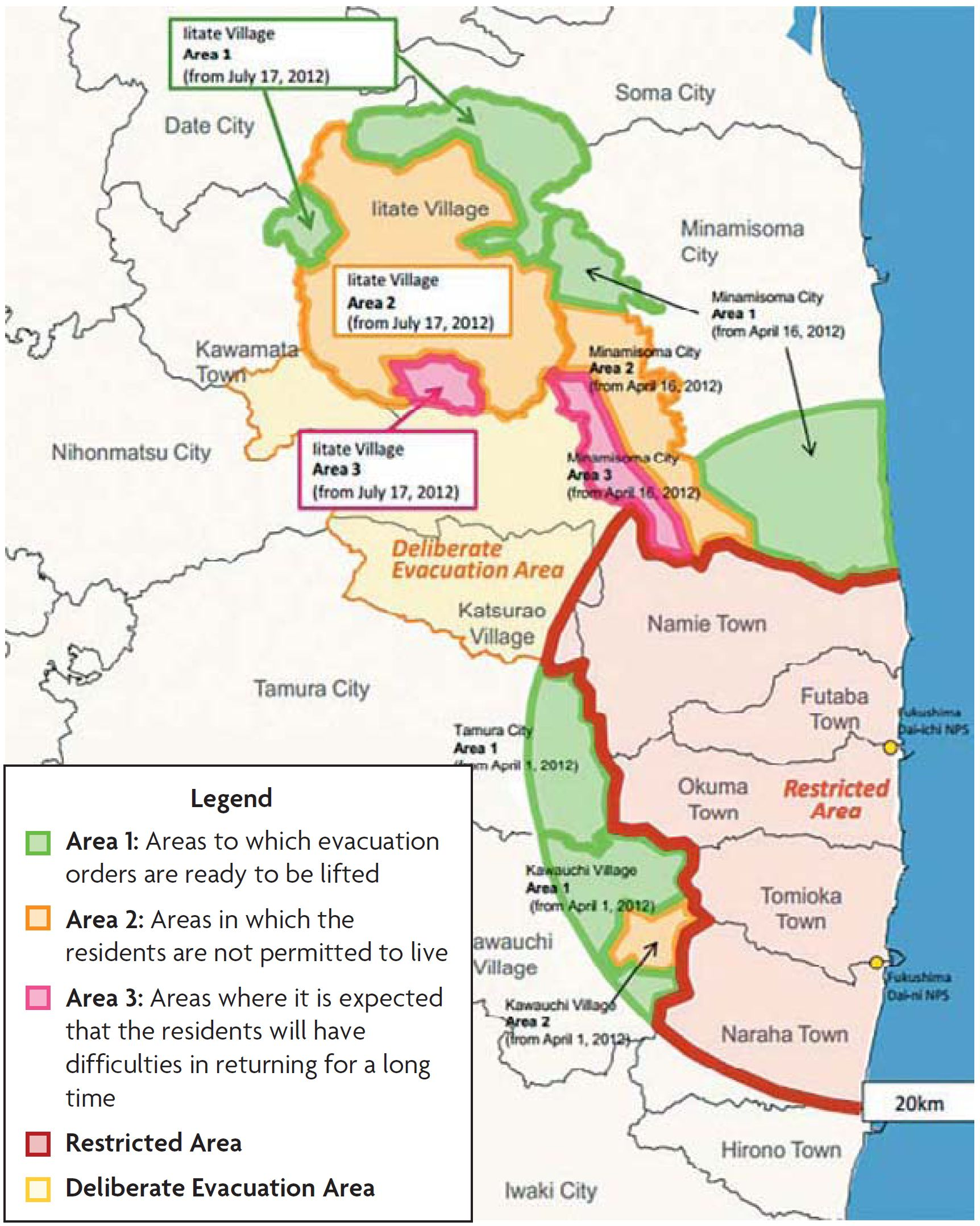
후쿠시마 제1 원자력 발전소 사고로 접근 제한이 된 지역.

동일본대진재로 명명된 지진으로 인한 일본의 피해는 지진 자체 외에도 지진 해일, 화재, 액상화 현상, 후쿠시마 제1 원자력 발전소 사고, 대규모 정전 등 다방면의 2차 피해를 합쳐 1도 9현에 재해구조법의 적용을 받은 피해를 통칭한다. 일본 소방청이 발표한 사망자 및 신고된 실종자 수는 모두 19,689명으로 해일 피해를 집중적으로 입은 도호쿠 지방 태평양 연안 지역을 중심으로 간토 지방이나 홋카이도에서도 사망자가 나왔다. 이 사망자 및 실종자수는 메이지 시대 이후 일본의 지진 피해로는 10만 5천명의 간토 대지진, 21,959명의 메이지 산리쿠 해역 지진에 이은 세 번째로 높은 수로, 한신·아와지 대진재 당시 사상자인 6,437명을 크게 웃돌아 태평양 전쟁 이후 일본 내에서 가장 많은 사상자를 낸 자연재해가 되었다.
쓰나미와 원전 사고의 영향을 동시에 받은 후쿠시마현 하마도리를 중심으로 인근 지역이 복합재해가 일어나고 있으며, 피난구역으로 지정되면서 구조, 수색 활동이 중단되기도 하였다.

## 반응 및 지원 노력

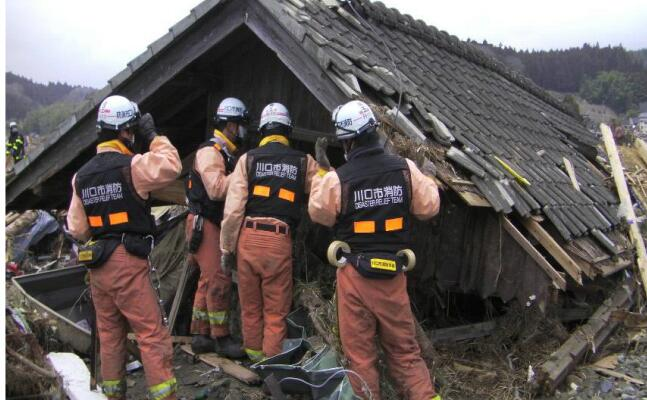
동일본대지진 피해를 입은 지역에 활동하는 사이타마현 가와구치시 소방국 구조부대의 모습

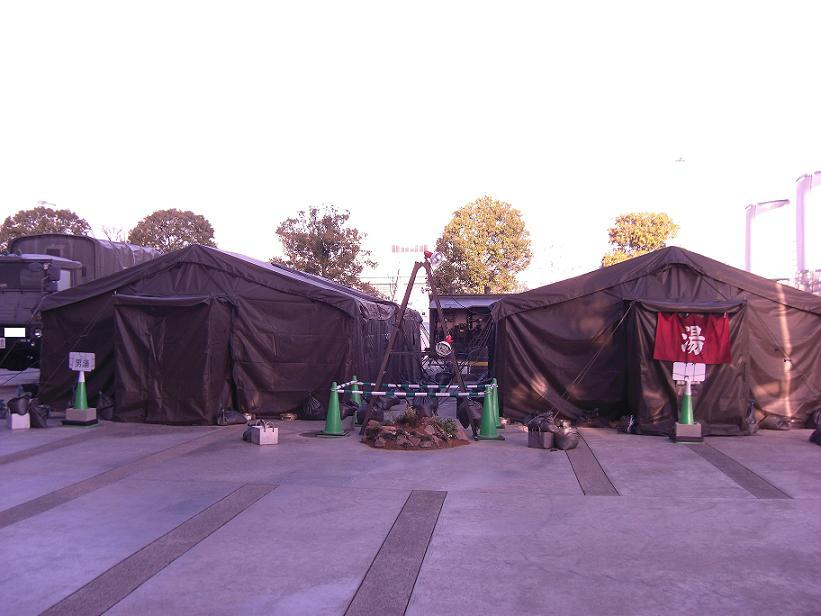
일본 자위대가 설치한 임시 샤워실

쓰나미경보가 발령되자 연안 지역의 소방국, 소방단, 경찰, 자위방재국, 지자체 담당자들이 시민들의 피난 유도를 도왔으나 이 과정에서 쓰나미로 순직하거나 부상을 입은 사람들도 많았다. 지진이 일어난 당일부터 일본 각 소방국의 긴급소방원조대 및 경찰광역긴급구조대가 파견되어 원전 피난 지역을 포함한 피해 지역의 구호 활동, 구조, 수색, 경비 활동을 하였다. 최대 약 6,100명, 총 약 28,600명에 파견단까지 합치면 약 10만명의 소방대원이 파견되어 구호 활동을 하였다. 또한 최대 약 4,900명, 6월 말 기준까지 4,000명 이상의 경찰관이 파견되었고, 일본 해상보안청 직원도 파견되어 항만 지역 복구, 구조, 수색 작전을 맡았다. 여기에 일본 자위대 대원도 최대 107,000명, 7월 21일 기준 23,000명이 파견되어 구조, 수색, 휴식 지원과 피해 지역 복구 활동을 하였으며 7월 하순에는 이와테현과 미야기현에, 12월 하순에는 원전 사고 대응을 포함하여 후쿠시마현의 구호 활동을 마쳤다.
일본 내 많은 기업과 단체들도 지진후 식량 및 자금 지원을 하고 있다. 또한 통신, 보도기업에서 재해용전언판, 안부 정보 제공 및 정보 인프라 지원 사업을 실시하여 지진 영향에 따른 다양한 지원 및 서비스를 제공하고 있다.(동일본대진재 지원 활동 문서 참조)
지진 직후부터 유엔을 비롯한 다양한 국제기구와 미국, 러시아 등 세계 각국이 일본의 지진 피해에 대한 지원을 하였다. 특히 미국은 원자력 항공모함 USS 로널드 레이건을 파견하여 구조를 지원하는 도모다치 작전을 펼쳤다. 또한 외국의 공식적 지원 외에도 다양한 단체, 조직, 세력들이 일본 지진 피해에 대한 지원을 하였다.
이렇게 지진에 대한 다양한 지원이 펼쳐지면서 일본한자능력검정시험협회에서는 2011년 올해의 한자로 '絆'(얽힐 반)을 선정했다.
지진 구호 및 회복, 복구를 지원하기 위한 동일본대진재부흥기본법이 2011년 6월 20일에 가결돼 6월 24일부터 시행되었으며 국가재건업무를 일원화하기 위해 2012년 2월 10일 일본 부흥청이 설치되었다. 쓰나미 피해를 입은 지역을 중심으로 가설주택과 지역 기간산업인 수산업에 가장 중요한 항만 인프라 복구를 중심으로 부흥 계획을 하고 있다. 그러나, 초기부터 원전 사고나 계획정전과 관련된 사고를 중심으로 일본 정부나 도쿄전력의 대응이 상당히 늦다는 비판이 일었다.

## 보도
NHK 및 각 민영 방송사는 지진 당일 오후 3시 이후, 지진에 관한 임시 특보 프로그램을 방송하였으며 예능 프로그램을 비롯하여 방송이 예정되어 있던 모든 프로그램을 취소했다. 각 민영 방송사는 광고를 송출하지 않고 내내 임시 특보 프로그램을 방송하였으며, NHK는 지상파 및 위성방송 텔레비전 5채널, 라디오 3채널에서 모두 지진에 관한 특보를 송출했는데, 텔레비전 채널 중에서는 NHK 종합 텔레비전, NHK 위성 제1텔레비전, NHK 위성 제2텔레비전, NHK 디지털 위성 하이비전이 지진 보도를 방송했으며, NHK 교육 텔레비전은 지진 보도 및 안부 정보 프로그램을 방송했다. 라디오 채널 중에서는 NHK 라디오 제1방송이 지진 보도를, NHK 라디오 제2방송에서는 외국어로 지진 보도 프로그램을 방송했다. 또한, NHK 라디오 제1방송은 인터넷으로 실시간으로 라디오를 송출했다.
NHK와 민영 방송국의 각 프로그램들은 "정전 등으로 텔레비전을 볼 수 없는 시청자들을 배려"하기 위하여 니코니코 동화, Ustream 등으로 프로그램을 재송신했다. 니코니코 동화에서는 NHK와 후지 TV의 허가를 받는 형식으로 '니코니코 생방송'에서 두 방송사의 방송을 실시간으로 전달했으며, 독자적인 방송 송출은 이루어지지 않았다. 두 채널은 별도의 결제 없이 시청할 수 있도록 했다. Ustream에서는 NHK, TV 아사히, TBS, 후지 TV, TV 가나가와의 실시간 방송 송출이 이루어졌다.

## 지진학계의 영향

### 장기적 지진 예측 검토
동일본대지진은 일본 정부가 지금까지 추측했던 도호쿠 지방 태평양 연안 지역 지진의 규모와는 전혀 다른 규모의 지진이었기 때문에, 일본 정부 지진조사위원회에서는 도카이 지진, 도난카이 지진, 난카이 지진 등 해구 지역 지진 장기적 예측을 재검토하기로 하였다. 2011년 11월 산리쿠에서 보소 연안 사이 지역의 지진 장기적 예측 발표에서 이번 동일본대지진과 비슷한 규모의 지진(Mw8.4-9.0)이 평균 600년의 주기로 오고 있다고 말했다. 또한, 산리쿠에서 보소 연안 사이 일본 해구 인근 지역의 해일 규모인 8.6-9.0 Mt(메이지 산리쿠 해역 지진 수준)의 쓰나미 지진이 30년 안에 일어날 확률이 30%라고 발표했다. 하지만 이번 발표는 기존에 사용했던 예측 방법을 이용한 추측이라 향후 한층 더 검토할 예정이 있다고 덧붙였다.

### 지진 해일 가능성 검토
일본 국가중앙방재회의의 전문조사회에서는 동일본대지진을 교훈으로 지진 해일 대책을 재검토했다. 여기에 지금까지는 과거 문헌 등에서 확실하게 지진의 전체적 윤곽이 드러나는 확실한 지진만을 고려하여 미래 지진 예측에 사용했으나 이제는 정확도가 낮더라도 생각할 수 있는 최대의 지진을 고려하기로 하였다. 또한 동일본대지진의 쓰나미가 방파제를 넘어 막대한 피해를 입힌 것이 드러나자 쓰나미의 크기에 따라 다르게 주민 피난을 중심으로 종합적인 대책을 짜기로 하였다. 또한 최대 높이의 해일과 방조제가 침수를 막을 수 있는 자주 오는 해일 2가지를 서로 구분해서 상정하여 대책을 세워야 한다는 주장이 나왔다.

### 쓰나미 경보에 대한 검토
동일본대지진은 처음 발표된 지진 해일의 예상 높이가 실제 높이보다 매우 낮게 예보되어 피난이 늦어서 피해가 더 커졌다. 이 상황이 벌어진 것은 일본 기상청이 지진 발생 직후에 산출한 모멘트 규모 M8 이상의 초거대지진을 과소평가했기 때문이었다. 따라서 일본 기상청은 쓰나미 경보를 개선하고 규모 8을 초과할 경우에는 그 해역에서 예상되는 최대 규모에 따른 쓰나미경보 제1보를 발표하기로 했다. 쓰나미 경보 발표는 보통 3분 내로 나오며, 기상청 규모를 기준으로 발표한다. 그러나, 강한 흔들림이 느껴지는 지역이 매우 넓거나 쓰나미 지진으로 추정되는 경우 등 일본기상청 규모가 과소평과될 수 있는 지진 같은 경우에는 미리 상정되었던 최대 규모나, 그전까지 관측되었던 기록에서 얻은 기타 적정한 규모를 이용하여 제1보를 발표하게 되었다. 이런 경우에는 규모의 추정이 어려우며, 최대한 위기감을 만들기 위해 제1보의 쓰나미 높이를 그냥 "거대"라고만 발표한다. 그리고 시간이 지남에 따라 정확한 쓰나미경보 높이를 발표하게 된다. 또한 동일본대지진이 일어났을 때 첫 파고를 '0.2m'같이 낮게 발표되어 주민들이 방심하여 피난이 늦었다는 점을 반영, 후속 해일이 올 때까지 파고를 '측정 중'이라고 띄우게 하였다. 이같은 새로운 쓰나미경보는 2013년 3월 7일부터 운영하기 시작했다.

### 정보 공개/알림
원자력 사고 관련 정보 및 확산 예측 자료 공개, 계획정전 발표 등의 중요한 사안에 대해서 일본 정부와 도쿄전력이 발표 및 대처가 굉장히 느리다는 지적을 받았다. 이에 대해서 응급상황시 일원화된 지휘체계를 갖춘 사고지휘소에서 발표 및 지시를 담당하여 위기 커뮤니케이션 관점에서 적극적으로 재해 시 정보 제공이나 알림을 해야 한다는 주장도 일고 있다.

## 같이 보기

### 일반 주제
- 동일본대진재
- 후쿠시마 제1 원자력 발전소 사고
- 일본 해구

### 연관 지진
- 거대지진
- 연동형 지진
- 군발지진
- 유발지진

### 일본에서 일어난 유사 지진
- 산리쿠 해역 지진
- 미야기현 해역 지진
- 후쿠시마현 해역 지진
- 이바라키현 해역 지진
- 일본의 지진 목록

### 관련 영화
- 이윽고 바다에 닿다

### 내용주
1. ↑  관측 범위 내에서 최대 높이이다. 소마 항을 포함한 총 8개 지점의 관측장비가 파손되어 실제로 이후 더 높은 해일이 밀어닥쳤을 가능성이 있다.
2. ↑  지진 이후 쓰나미의 최고소상고를 수집한 데이터 중에서는 이와테현 가마이시시 하코자키초에서 55.88 m라는 기록이 있으나, 연구팀의 데이터 신뢰도 분석 결과 최하 등급은 사소함(D등급)을 받아 데이터 신뢰도가 매우 떨어져 인정되지 않는다.[13]
3. ↑  이같은 약칭이 나온 배경은 확실하지 않으나, 9.11 테러를 따서 3.11과 같은 명칭이 생겼을 가능성이 있다.
4. ↑  미국 지질조사국 발표 기준: 북위 38° 19′ 19″ 동경 142° 22′ 8″ / 북위 38.32194°  동경 142.36889° [4]
5. ↑  진원 지역의 깊이는 상부 5km, 하부 40km로 되어 있다[60].
6. ↑  동일본대지진 이전에 진도7을 관측한 지진은 효고현 남부 지진(한신·아와지 대진재), 니가타현 주에쓰 지진이었다. 효고현 남부 지진은 지진이 일어난 직후에는 최대진도 6으로 발표했으나 21일 후 진도7로 수정 발표했다(당시에는 진도 6까지만 지진계를 가지고 발표하며, 진도7은 피해 상황을 보고 발표하도록 되어있었다). 니가타현 주에쓰 지진은 지진이 일어난 직후에는 최대진도 6강으로 발표했으며 7일 후 진도7로 수정 발표했다(일부 지진계에 오류가 생겨 기록을 전달하지 못해, 나중에 회수한 지진계의 데이터를 통해 복구, 진도를 추정하였다).
7. ↑  2016년 4월 16일 일어난 2016년 구마모토 지진에서 본진이 일어날 당시 구마모토현 마사키정 니시하라촌에서 계측진도 6.7를 관측하면서 이 기록을 깼다(정확히는 6.78과 6.8 사이의 어떤 특정값으로 추정된다).
8. ↑  일본 기상청의 진도 추정 분포도에 따르면, 이와키시 일부 지역에서 진도7의 강한 흔들림이 있었다고 추측하고 있다.
9. ↑  일본 방재과학기술연구소의 하가정 지진관측소에서는 진도7의 흔들림(계측진도 6.51)을 기록했다.
10. ↑  센다이 관구 기상관측대 기록에서는 진도 6약으로, 최대가속도는 남북 410gal, 동서 312gal, 상하 144gal로 합성벡터는 535gal이었다. K-NET 센다이 관측 기록에서는 진도 6강으로 최대가속도는 남북 1517gal, 동서 982gal, 상하 290gal로 합성벡터가 1830gal이었다.
11. ↑  M9.0이라는 규모는 연속적으로 일어난 3번의 단층파괴(지진)을 종합 분석하여 내린 수치이지만, 일본 기상청에서는 처음 일어난 산리쿠 앞바다의 단층 활동만 가지고 보아도 최소 규모 M8.8이라는 거대지진(이후에 일어난 2번째 단층 활동은 첫번째 단층 활동 2분 30초 후 일어난 것으로 최초 활동만 단독 분석이 가능)이라고 보고 있다.
12. ↑  이러한 속보에서의 잠정치나 추정치가 변하는 것을 "수정" 또는 "정정"으로 언론에서 보도하고는 있으나, 이 값은 신속성을 중요시하는 대신 다소 정확성을 희생하여 내린 값이기 때문에 일상적 상황에서 값 계산을 잘못하여 수정하는 것과는 약간의 차이가 있다.[85]
13. ↑  거대지진은 규모가 클수록 장주기 지진동은 커지지만 단주기 지진동이 늘어나는 정도가 작아지기 때문에 지진파의 크기를 중심으로 측정하는 일반적인 규모 측정에서는 '포화' 현상이 일어난다. 이 포화 현상을 막기 위해, 단층이 움직인 정도(단층면적), 양(변위량), 단층의 응력(전단 탄성 계수)의 곱으로 표현한 지진 규모 MO을 가지고 측정하는 것이 모멘트 규모이다. 지진 자체의 피해만 놓고 보면 일본 기상청 진도가 정확하며, 지진해일의 크기나 지진의 에너지를 볼 경우에는 모멘트 규모가 정확하다. 메이지 산리쿠 해역 지진과 같은, 단주기 진동이 거의 없는 쓰나미 지진같은 경우에는 일본 기상청 규모가 지진 크기를 과소평가하게 된다.[86]
14. ↑  동일본대지진이 일어나기 6년 전인 2005년부터 미야기현 앞바다 150km 지점 아래에 해저 화산으로 추정되는 지하구조가 있었다는 것 자체는 이미 알려져 있었다. 또한 1994년 일어난 해저 화산이 원인이었던 인도네시아의 대지진과 이 동일본대지진의 지각 변동이 유사한 형태이다.
15. ↑  여기서 '보소 해역(보소 반도 해역)'(房総沖)의 지진은
  - 사가미 주상해분 전체가 진원역인 북아메리카판-필리핀해판이 경계인 겐로쿠형 관동 지진을 따로 평가했다.
  - 미나미칸토 육지가 진원역인 북아메리카판-필리핀해판, 필리핀해판-태평양판이 경계인 미나미칸토 직하지진을 따로 평가했다.
  - 보소 반도 남동쪽이 진원역인 필리핀해판-태평양판이 경계인 지진은 기록이 부족하여 추정이 어렵기 때문에 평가에서 제외했다.
16. ↑  미야기현 해역 지진은 1930년대 지진 무리처럼 돌기가 몇 년에 걸쳐 연속적으로 파괴되는 지진들이 오는 것과, 1978년 지진처럼 돌기들 여러개가 한꺼번에 파괴되는 지진 2가지로 나누어져 있다.
17. ↑  15세기의 지진은 1420년 히타치국의 지진해일 기록 상 남은 지진이거나 1454년 교토 지진[143] 둘 중 하나인 것으로 추측하고 있다.
18. ↑  진도1 이상의 여진은 전진 발생 다음날인 3월 10일 오전에는 사실상 멈췄지만[168] 그날 저녁부터 약한 지도로 지진이 계속되다[169] 3월 11일 오전 7시 44분경을 마지막으로 멈춘 것으로 추정된다.[170]
19. ↑  컨티넨탈 일렉트릭(Continental Electronics)사가 운영하는 VLF-LF 방송[179]이다.
20. ↑  2011년 4월 11일 일본 기상청은 같은 곳의 지진계가 "진도가 주변지역에 비해 너무 크게 측정되고 있다"며 지역대표성을 위해 이후 이 곳의 지진계의 진도 정보는 더 이상 사용하고 있지는 않으나, 설치한 지점 상황에는 문제가 없어 관측은 계속하고 있다고 밝혔다.[188]
21. ↑  일본 기상청의 진도 추정 분포도에서는 이와키시 일부 지역에서 진도7을 느꼈던 것으로 추정하고 있다.
22. ↑  2012년 3월 14일 산리쿠 해역 북부 지진(M6.4)과 지바현 동쪽 해역 지진(M6.1)이 같은 날 동시에 일어났지만, 산리쿠 북부 지진은 해양판 내 지진으로 본진과의 관련성이 없으며, 지바 현 동쪽 앞바다의 지진은 대륙판 내 지진으로 본진의 여진 중 하나이며 판 경계에서 일어나는 해구형 지진은 아니다.[223]
23. ↑  도호쿠 지방 태평양 해역 지진 본진만으로 인한 이동은 약 70cm인 것으로 추측하고 있다.
24. ↑  쓰쿠바시에서의 초장기선 간섭 관측법(VLBI) 측정과 GPS 측정값 비교를 통해 얻은 결과이다.
25. ↑  일본 국토지리원에 따르면, 침수 지역과 가까운 육지는 만조와 파도로 침수 피해가 일어나고 있으며 방조제가 제 역할을 하지 못하고 배후 저지대로 물이 넘치는 등 장기적인 수몰 피해가 일어나고 있다.
26. ↑  동일본대지진으로 발령된 "쓰나미경보 (대쓰나미)"는 쓰나미의 경보 등급 중 하나로 흔히 "대쓰나미경보"로 알려져 있으나, 실제 대쓰나미경보가 정식 명칭으로 이루어진 것은 2013년 3월 제도 개정 이후 이루어진 일이다.[269][270]
27. ↑  "이상"이라는 표현은 해일 관측기의 고장, 파괴, 장비의 한계 등에 따라 이 수치 이상 측정은 불가능하다는 것을 의미한다. 실제로는 측정한 높이보다 더 높은 지진 해일이 닥쳤을 수도 있다.
28. ↑  지진 발생 후 3초간은 단층 파괴가 천천히 진행되어 3월 9일 M7.3 전진보다 초기 진동이 작았다.
29. ↑  도호쿠 지방 태평양 해역 지진의 해일 규모는 9.1-9.4Mt로 추정된다.